# Kinh tế Vương quốc Liên hiệp Anh và Bắc Ireland
Kinh tế Vương quốc /Liên hiệp Anh và Bắc Ireland là một nền kinh tế thị trường xã hội và định hướng thị trường phát triển cao. Vương quốc Anh là nền kinh tế lớn thứ năm trên thế giới tính theo tổng sản phẩm quốc nội danh nghĩa (GDP) và lớn thứ chín tính theo sức mua tương đương (PPP) và xếp thứ 21 về GDP bình quân đầu người, GDP của Vương quốc Anh chiếm 3,3% tổng GDP thế giới.
Vương quốc Anh là một trong những nền kinh tế có tính toàn cầu hóa cao nhất được cấu thành bởi 4 nền kinh tế của Anh, Scotland, Xứ Wales và Bắc Ireland. Năm 2019, Vương quốc Anh là nước xuất khẩu và nhập khẩu lớn thứ năm trên thế giới. Đồng thời quốc gia này cũng là nước thu hút đầu tư trực tiếp nước ngoài lớn thứ ba và đầu tư FDI ra nước ngoài lớn thứ năm. Năm 2020, hoạt động thương mại giữa Vương quốc Anh với 27 quốc gia thành viên của Liên minh châu Âu chiếm 49% tổng kim ngạch xuất khẩu và 52% tổng kim ngạch nhập khẩu của nước này.
Ngành dịch vụ chiếm ưu thế khi đóng góp 80% GDP cả nước trong đó ngành dịch vụ tài chính đóng một vai trò đặc biệt quan trọng khi mà London chính là trung tâm tài chính lớn thứ hai trên thế giới.. Ngoài ra còn Edinburgh được xếp hạng thứ 21 trên thế giới và thứ 6 ở Châu Âu về ngành dịch vụ tài chính vào năm 2021.. Công nghiệp hàng không vũ trụ của Anh xếp thứ hai trên thế giới, ngành công nghiệp dược phẩm xếp thứ mười và đóng một vai trò quan trọng trong nền kinh tế. Trong số 500 công ty lớn nhất thế giới thì có 26 công ty đặt trụ sở chính tại Vương quốc Anh.. Nền kinh tế được thúc đẩy nhờ sản xuất dầu thô Brent ở Biển Bắc; trữ lượng được ước tính là khoảng 2,8 tỷ thùng vào năm 2016, mặc dù Anh được coi là quốc gia nhập khẩu dầu từ năm 2005.. Có sự khác biệt đáng kể giữa các khu vực về sự thịnh vượng khi mà vùng Đông Nam nước Anh và Đông Bắc Scotland là những vùng giàu có nhất tính theo thu nhập trên đầu người. Luân Đôn là thành phố dẫn đầu Châu Âu về thu nhập bình quân đầu người.
Vào thế kỷ 18 Anh là quốc gia đầu tiên thực hiện cuộc Cách mạng công nghiệp, và trong suốt thế kỷ 19, thông qua tiến trình mở rộng lãnh thổ Đế quốc Anh đã lập lên các đế chế thuộc địa bằng sự phát triển vượt trội về công nghệ của mình so với thời đó đã đóng một vai trò quan trọng cho sự phát triển nền kinh tế toàn cầu  khi mà GDP của Đế quốc Anh chiếm 9,1% GDP thế giới vào năm 1870. Cuộc cách mạng công nghiệp lần thứ hai cũng đã diễn ra ngay sau đó ở Hoa Kỳ và Đức cho thấy thách thức cho nền kinh tế Vương quốc Anh sẽ ngày một tăng khi bước vào thế kỷ 20. Sự tàn phá của hai cuộc Chiến tranh thế giới thứ nhất và thứ hai càng làm suy yếu vị thế của Vương quốc Anh. Mặc dù vị thế thống trị toàn cầu đã suy giảm đáng kể nhưng khi bước vào thế kỷ 21, Vương quốc Anh vẫn duy trì được sức mạnh và tầm ảnh hưởng đáng kể của mình lên toàn cầu.
Sự can thiệp của chính phủ vào nền kinh tế chủ yếu được thực hiện với đại diện Ngân khố Quốc chủ Bệ hạ hay còn gọi là Bộ Tài chính của Anh, đứng đầu là Bộ trưởng Bộ Tài chính và Bộ Kinh doanh, Năng lượng và Chiến lược Công nghiệp. Kể từ năm 1979, việc quản lý nền kinh tế được dựa trên lý thuyết Tự do kinh tế. Ngân hàng Anh là ngân hàng trung ương của Vương quốc Anh. Từ năm 1997, Ủy ban Chính sách Tiền tệ đã chịu trách nhiệm trong việc thiết lập tỷ giá ngân hàng, nới lỏng định lượng và chuyển hướng dẫn.
Đơn vị tiền tệ của Vương quốc Anh là Bảng Anh, đây là nguồn tiền tệ dự trữ lớn thứ tư thế giới sau Đô la Mỹ, Euro và Yên Nhật, và cũng là một trong 10 loại tiền tệ có giá trị cao nhất trên thế giới.
Vương quốc Anh là thành viên sáng lập của Khối thịnh vượng chung, G7, G20, Quỹ tiền tệ quốc tế, Tổ chức An ninh và Hợp tác châu Âu, NATO, Hội đồng Bảo an Liên Hợp Quốc, Ngân hàng Thế giới, Tổ chức Thương mại Thế giới, Ngân hàng Đầu tư Cơ sở hạ tầng châu Á và Liên Hiệp quốc.

## Lịch sử kinh tế qua các giai đoạn

### Giai đoạn 1945 đến 1979
Sau Chiến tranh thế giới thứ hai, bộ máy chính phủ Lao động mới đã quốc hữu hóa hoàn toàn một số ngành như ngân hàng, hàng không dân dụng, mạng lưới điện thoại, đường sắt, khí đốt, điện, các ngành công nghiệp than, sắt và thép có sức ảnh hưởng đến 2,3 triệu công nhân. Sau chiến tranh, Vương quốc Anh đã trải qua một thời kỳ dài mà  không phải đối mặt với bất cứ cuộc suy thoái lớn nào đi kèm với tốc độ phát triển kinh tế chóng mặt trong những năm 1950 và 1960, tỷ lệ thất nghiệp luôn ở mức thấp và không vượt quá 3,5% cho đến đầu những năm 1970. Tỷ lệ tăng trưởng trung bình hàng năm giai đoạn 1960 đến 1973 là 2,9%, tuy nhiên con số này vẫn còn thua xa các nước châu Âu khác như Pháp, Tây Đức và Ý.
Xu hướng làm giảm tiến trình công nghiệp hóa trong thời gian này khiến hàng loạt các hoạt động trong khu khai thác mỏ, ngành công nghiệp nặng và sản xuất ở nhiều nơi phải đóng dẫn cơ số các tầng lớp lao động từng được trả lương cao bị mất việc làm. Tỷ trọng trong sản lượng của ngành sản xuất của Vương quốc Anh đã tăng từ 9,5% vào năm 1830 ở thời kỳ cách mạng công nghiệp lên 22,9% vào những năm 1870. Tuy nhiên con số này đã giảm xuống còn 13,6% vào năm 1913, 10,7% vào năm 1938 và 4,9% vào năm 1973. Việc phải tham gia nhiều cuộc chiến để cạnh tranh các thuộc địa, thiếu sự đổi mới, chủ nghĩa công đoàn và tư tưởng nhà nước phúc lợi ăn sâu vào cách quản lý của bộ máy chính quyền đều giải thích cho sự sụp đổ của [[Đế quốc Anh  It reached crisis point in the 1970s against the backdrop of a worldwide energy crisis, high inflation, and a dramatic influx of low-cost manufactured goods from Asia.
Cuộc khủng hoảng dầu mỏ 1973, thị trường chứng khoán sụp đổ giai đoạn 1973–74 và cuộc khủng hoảng ngân hàng cấp hai 1973–75 đã khiến nền kinh tế Anh rơi vào tình trạng suy thoái trong giai đoạn 1973–75 và bộ máy chính phủ của Edward Heath đã bị lật đổ bởi Công Đảng Anh dưới sự lãnh đạo của Harold Wilson, người trước đó đã cầm quyền lãnh đạo Đảng từ năm 1964 đến năm 1970. Wilson đã thành lập một nền chính phủ thiểu số vào tháng 3 năm 1974 sau cuộc tổng tuyển cử vào ngày 28 tháng 2, cuộc bầu cử kết thúc mà không có chính đảng nào chiếm được ưu thế rõ rệt (Quốc hội treo). Mặc dù vậy sau đó Wilson đã giành được ba ghế đại diện để chiếm ưu thế trong cuộc bầu cử thứ hai vào tháng 10 năm đó.
Vương quốc Anh ghi nhận mức tăng trưởng kinh tế kém hơn nhiều các quốc gia châu Âu khác trong những năm 1970; ngay cả sau khi chấm dứt được thời kỳ suy thoái, nền kinh tế vẫn bị tàn phá khi mà tỷ lệ thất nghiệp vẫn gia tăng và lạm phát đã lên đến hai con số, con số lạm phát đã hơn một lần vượt quá 20% và hiếm khi nó ở dưới mức 10% sau năm 1973.
Năm 1976, Vương quốc Anh buộc phải đăng ký một khoản vay tương đương 2,3 tỷ bảng Anh với Quỹ Tiền tệ Quốc tế. Denis Healey, người sau đó đã trở thành Bộ trưởng Tài chính đã được yêu cầu thực hiện cắt giảm chi tiêu công và đưa ra các cải cách kinh tế khác làm vật đảm bảo cho khoản vay và đúng như kỳ vọng, một thời gian sau nền kinh tế Anh đã được cải thiện với mức tăng trưởng 4,3% trong đầu năm 1979. Tuy nhiên, kể từ Mùa đông 1978-1979, khi Vương quốc Anh bị ảnh hưởng nặng nề bởi hàng loạt các cuộc biểu tình bởi công chúng, chính phủ của James Callaghan đã bị bỏ một lá phiếu bất tín nhiệm vào tháng 3 năm 1979 khiến cuộc tổng tuyển cử vào ngày 3 tháng 5 năm 1979 phải diển ra. Trong cuộc tổng tuyển cử này, Đảng Bảo thủ của Margaret Thatcher đã thành lập nên một chính phủ mới.

### Giai đoạn 1979 đến 1997
Đây là thời kỳ chớm nở của học thuyết kinh tế Chủ nghĩa tự do mới được bắt đầu kể từ sau cuộc bầu cử vào tháng 3 năm 1979. Trong suốt những năm 1980, nhiều ngành công nghiệp và tiện ích thuộc sở hữu nhà nước đã được tư nhân hóa và cắt giảm thuế thông qua những cải cách đối với công đoàn và bãi bỏ một số quy định lạc hậu so với thị trường thời đó. Theo CBI, GDP ban đầu tuy giảm 5,9%, nhưng ngay lập tức đã tăng trưởng sau đó khi quay trở lại với mốc tăng trưởng hàng năm là 5%, đây là mức tăng trưởng cao nhất so với bất kỳ quốc gia nào ở Châu Âu mà Vương quốc Anh từng đạt được vào năm 1988.
Sự hiện đại hóa nền kinh tế của Thatcher đã giúp nền kinh tế Vương quốc Anh tiến xa khỏi suy thoái; người ta ghi nhận công lao của bà đã có cuộc chiến quyết liệt với lạm phát, giúp lạm phát từ việc đạt đỉnh vào năm 1980 với 21,9% - nguyên nhân dẫn đến tỷ lệ thất nghiệp tăng đáng kể từ 5,3% năm 1979 lên hơn 10,4% vào đầu năm 1982 giảm xuống gần 11,9% vào năm 1984 – đây là mức lạm phát mang tính tích cực chưa từng thấy ở Anh kể từ sau cuộc [[Đại suy thoái  Tuy nhiên, tỷ lệ thất nghiệp gia tăng cộng với sự suy thoái kinh tế toàn cầu đầu những năm 1980 đã không thể khiến GDP của Vương quốc Anh đạt được tốc độ tăng trưởng như trước thời kỳ suy thoái cho mãi đến năm 1983. Mặc dù vậy, Thatcher vẫn được tái đắc cử vào tháng 6 năm 1983, bà chiến thắng tuyệt đối với đa số phiếu bầu. Lạm phát đã giảm xuống còn 3,7% trong khi lãi suất vẫn ở mức tương đối là 9,56%.
Tỷ lệ thất nghiệp trong thời kỳ này vẫn tiếp tục tăng lên phần lớn là do chính sách kinh tế của chính phủ dẫn đến việc đóng cửa các nhà máy lỗi thời và các hố than. Tỷ trọng việc làm trong hoạt động sản xuất chế tạo ở Anh và xứ Wales đã giảm từ khoảng 38% vào năm 1961 xuống còn khoảng 22% vào năm 1981  Xu hướng này được tiếp diễn xuyên suốt những năm 1980, thời kỳ mà các ngành công nghiệp mới và các ngành dịch vụ đang tăng trưởng đáng kể. Nhiều việc làm thô sơ, không còn cần thiết đã mất đi do kỹ thuật sản xuất được cải tiến và trở nên hiệu quả hơn khiến nhu cầu về nhân công làm việc trong các lĩnh vực này ít hơn. Số người thất nghiệp đã giảm xuống dưới con số 3 triệu người vào thời điểm Thatcher giành chiến thắng lần thứ ba liên tiếp trong cuộc bầu cử vào tháng 6 năm 1987; và đến cuối năm 1989, con số này đã giảm xuống chỉ còn 1,6 triệu người 
Nền kinh tế Anh một lần nữa chịu ảnh hưởng từ một cuộc suy thoái toàn cầu khác vào cuối năm 1990; cụ thể tốc độ tăng trưởng kinh tế đã giảm đi tổng cộng là 6% khiến nó đang đạt đỉnh thì bị tụt cuống đáy  đồng thời khiến tỷ lệ thất nghiệp gia tăng: từ khoảng 6,9% vào mùa xuân năm 1990 xuống gần 10,7% vào cuối năm 1993. Tuy nhiên, lạm phát đã giảm từ 10,9% vào năm 1990 xuống còn 1,3% trong ba năm sau đó. Tuy nhiên sự phục hồi về kinh tế đã diễn ra cực kỳ mạnh mẽ ngay sau đó, không giống như thời kỳ hậu suy thoái đầu những năm 1980, sự phục hồi lần này đã chứng kiến tỷ lệ thất nghiệp giảm đi một cách đáng kể và nhanh chóng: xuống còn 7,2% vào năm 1997 mặc cho tầm ảnh hưởng của chính phủ thuộc Đảng Bảo thủ không không đi liền với sự hồi phục của nền kinh tế. Chính phủ thêm một lần nữa giành chiến thắng vào năm 1992 dưới quyền của John Major, người kế nhiệm Thatcher vào tháng 11 năm 1990 nhưng ngay sau ngày Thứ tư đen tối – ngày mà đồng bảng Anh sụp đổ buộc Anh phải rút khỏi Cơ chế tỉ giá hối đoái châu Âu (ERM) và sự kiện này đã làm tổn hại danh tiếng của chính phủ Bảo thủ về năng lực quản lý kinh tế. Từ đó trở đi, Đảng Lao động đã lên ngôi trong các cuộc thăm dò dư luận, đặc biệt là ngay sau khi Tony Blair được bầu làm lãnh đạo đảng vào tháng 7 năm 1994 sau cái chết đột ngột của người tiền nhiệm, nhà chính trị gia Scotland John Smith.
Bất chấp hai cuộc suy thoái, tiền lương thực tế đã tăng liên tục ở mức 2% mỗi năm trong giai đoạn từ năm 1980 đến năm 1997 và đã tiếp tục tăng cho đến năm 2008 

### Giai đoạn 1997 đến 2009
Tháng 5 năm 1997, Đảng Lao động do Tony Blair lãnh đạo đã giành chiến thắng trong cuộc tổng tuyển cử, chấm dứt ách thống trị 18 năm của chính phủ Bảo thủ  Chính phủ Đảng Lao động đã được thừa hưởng một nền kinh tế với mức lạm phát thấp  tỷ lệ thất nghiệp giảm liên tục qua các năm  và Tài khoản vãng lai đang thặng dư  Tony Blair quản lý kinh tế trên nền tảng một Đảng Lao động mới được đặc trưng chủ yếu bởi việc không chỉ tiếp nối chính sách kinh tế theo chủ nghĩa tự do mới của Đảng Bảo thủ trước đây mà còn hỗ trợ để phát triển một nhà nước phúc lợi mạnh mẽ. Ở Anh, đây được coi là sự kết hợp giữa hai chính sách của 2 chế độ đối lập nhau là xã hội chủ nghĩa và tư bản chủ nghĩa hay còn được gọi là 'Con đường thứ ba'. Bốn ngày sau cuộc bầu cử, Gordon Brown nguyên là Bộ trưởng mới của Bộ Tài chính, đã trao cho Ngân hàng Anh quyền tự do trong việc kiểm soát chính sách tiền tệ vốn từ trước đến giờ vẫn thuộc toàn quyền quản lý của chính phủ.
Trong 10 năm dưới sự lãnh đạo của Tony Blair, kinh tế Vương quốc Anh từng chứng kiến giai đoạn tăng trưởng kinh tế trong 40 quý liên tiếp, kéo dài xuyên suốt cho đến quý 2 năm 2008. Tốc độ tăng trưởng GDP từng đạt mức 4%/năm chỉ trong một khoảng thời gian ngắn vào đầu những năm 1990 đã giảm nhẹ sau đó, con số này vẫn còn thấp hơn so với các thập kỷ trước nếu như phải đem so sánh với mức tăng trưởng kỷ lục 6,5 vào đầu những năm 1970, tuy nhiên thời kỳ này sự tăng trưởng lại ổn định hơn rất nhiều. Tốc độ tăng trung bình trưởng hàng năm là 2,68% từ năm 1992 đến 2007, với lĩnh vực tài chính chiếm tỷ trọng lớn hơn so với trước đây. Đây là thời kỳ chứng kiến một trong những tốc độ tăng trưởng GDP ấn tượng nhất của các nền kinh tế phát triển và là thời kỳ các quốc gia châu Âu có sự tăng trưởng mạnh mẽ nhất  Cùng khoảng thời gian này, nợ trên các hộ gia đình đã tăng từ 420 tỷ bảng Anh năm 1994 lên 1 nghìn tỷ bảng Anh năm 2004 và 1,46 nghìn tỷ bảng Anh năm 2008 – con số này thậm chí còn cao hơn GDP của Vương quốc Anh.
Giai đoạn tăng trưởng kéo dài này kết thúc vào Quý 2 năm 2008 khi Vương quốc Anh bước vào thời kỳ suy thoái do cuộc khủng hoảng tài chính toàn cầu gây ra. Vương quốc Anh đặc biệt dễ bị ảnh hưởng bởi cuộc khủng hoảng này vì khu vực tài chính của họ chính là đòn bẩy quan trọng nhất đối với nền kinh tế hơn bất kỳ nền kinh tế lớn nào trên thế giới  Gai đoạn này được bắt đầu từ sự sụp đổ của Northern Rock đã buộc ngân hàng này bị chuyển giao cho Nhà nước vào tháng 2 năm 2008, các ngân hàng khác cũng không khá hơn khi cũng phải chuyển giai một phần. Ngân hàng Hoàng gia Scotland (RBS) từng có thời kỳ ở đỉnh cao khi là ngân hàng lớn thứ năm trên thế giới theo vốn hóa thị trường cũng đã được quốc hữu hóa một cách hiệu quả vào tháng 10 năm 2008. Đến giữa năm 2009, HM Treasury có 70,33% cổ phần trong RBS và 43% cổ phần, thông qua công ty UKFI trong Lloyds Banking Group. Cuộc Đại suy thoái đã chứng kiến số người thất nghiệp tăng lên từ con số chỉ hơn 1,6 triệu người vào tháng 1 năm 2008 lên gần 2,5 triệu vào tháng 10 năm 2009 
Tháng 8 năm 2008, IMF cảnh báo rằng triển vọng của Vương quốc Anh đã xấu đi đến từ một cú sốc kép: bất ổn tài chính và giá hàng hóa tăng  Cú shock kép này gây ra thiệt hại không chỉ cho Vương quốc Anh mà còn cho hầu hết các quốc gia phát triển khác, điều này có thể giải thích khi nhìn vào viễn cảnh Vương quốc Anh khi nền kinh tế phần lớn phụ thuộc vào doanh thu đến từ việc xuất khẩu dịch vụ tài chính trong khi sự thâm hụt về hàng hóa trong đó có cả thực phẩm sẽ làm mất đi nền tảng của ngành dịch vụ, gây ảnh hưởng nghiêm trọng đến ngành. Năm 2007, Vương quốc Anh có mức thâm hụt tài khoản vãng lai nhiều thứ ba thế giới, chủ yếu là đến từ sự thâm hụt lớn của các mặt hàng chế tạo. Vào tháng 5 năm 2008, IMF đã khuyến nghị chính phủ Vương quốc Anh mở rộng phạm vi của chính sách tài khóa nhằm thúc đẩy sự cân bằng cán cân thanh toán  Vương quốc Anh có mức năng suất mỗi giờ làm việc ngang bằng với mức trung bình của các quốc gia thuộc EU-15 cũ.

### Giai đoạn 2009 đến 2020
Vào tháng 3 năm 2009, Ngân hàng Trung ương Anh (BoE) đã cắt giảm lãi suất xuống mức thấp nhất lịch sử là 0,5% và bắt đầu nới lỏng định lượng (QE) để thúc đẩy cho vay và củng cố cho sự phát triển nền kinh tế  Vương quốc Anh đã thoát ra khỏi cuộ Đại suy thoái vào quý 4 năm 2009 khi trải qua sáu quý liên tiếp tăng trưởng âm khi mà tốc độ tăng trưởng giảm đi 6,03% kéo nền kinh tế từ đỉnh xuống dưới đáy đánh dấu thời kỳ suy thoái dài nhất kể từ khi nền kinh tế bị tàn phá trong [[Chiến tranh Thế giới thứ Hai|Thế chiến II  Ngân sách hỗ trợ cho những người lao động bị giảm xuống trong thời kỳ suy thoái và kết quả là cuộc tổng tuyển cử năm 2010 dẫn đến hệ thống chính phủ liên minh được thành lập bởi Đảng Bảo thủ và Đảng Dân chủ Tự do.
Năm 2011, nợ hộ gia đình, nợ tài chính và kinh doanh chiếm tới 420% GDP của Anh  Giống như các nước nghèo mắc nợ cao, chi tiêu và đầu tư đã bị kìm hãm sau cuộc suy thoái, tạo ra tình trạng kinh tế bất ổn định. Tuy nhiên, người ta vẫn phải công nhận rằng các khoản cho vay chính phủ tăng từ tỷ trọng 52% lên 76% GDP đã giúp Vương quốc Anh tránh được một cuộc suy thoái tương tự như cuộc đại suy thoái vào năm 1930 Trong vòng ba năm kể từ sau tổng tuyển cử, các đợt cắt giảm của chính phủ nhằm giảm thâm hụt ngân sách đã khiến số lượng việc làm bị mất tại các khu vực công tăng lên tới 6 con số nhưng lại có sự tăng trưởng mạnh mẽ ở khu vực tư nhân.
10 năm sau cuộc Đại suy thoái được đặc trưng bởi sự cực đoan. Vào năm 2015, số lượng việc làm đãx đạt mức cao nhất kể từ trước đến nay  đồng thời tốc độ tăng trưởng GDP cũng đạt mức cao so với các quốc gia thuộc G7 và Châu Âu, thế nhưng năng suất lao động lại ở mức thấp nhất kể từ những năm 1820 mà nguyên nhân chính là do giảm giờ làm việc. Sản lượng mỗi giờ làm việc thấp hơn 18% so với mức trung bình của các nước còn lại trong G7. Ngoài ra tốc độ tăng trưởng mức tiền lương thực tế nhận được cũng ở mức tồi tệ nhất kể từ những năm 1860 và Thống đốc Ngân hàng Anh đã mô tả đây như là một thập kỷ của sự mất mát. Tiền lương tính theo giá thực tế đã giảm 10% trong 8 năm tính đến năm 2016, trong khi tăng trưởng trung bình trong toàn khối OECD là 6,7%. Tính đến hết năm 2015, thâm hụt Tài khoản vãng lai đã tăng lên mức cao kỷ lục 5,2% GDP (tương đương 96,2 tỷ bảng Anh), con số này được cho là cao nhất trong số các quốc gia phát triển. Trong quý 4 năm 2015, con số này đã vượt quá 7%, một mức cao chưa từng được chứng kiến trong thời bình kể từ khi mức cao kỷ lục được ghi nhận vào năm 1772. Vương quốc Anh đã buộc phải dựa vào các nhà đầu tư nước ngoài để bù đắp cho sự thiếu hụt trong cán cân thanh toán của mình. Những ngôi nhà đã trở nên quá đắt đỏ so với túi tiền của một người bình thường, ngoài ra còn có nguyên nhân khác khiến vấn đề này trở nên trầm trọng hơn chính là chính sách nới lỏng định lượng đã khiến giá nhà ở cao hơn 22% so với giá bình thường kể từ sau cuộc khủng hoảng theo phân tích của chính BoE.
Việc nợ hộ gia đình tăng lên đã đưa ra hàng loạt các câu hỏi mang tính nghi ngờ về sự bền vững của tiến trình phục hồi kinh tế trong năm 2016  Tuy nhiên BoE lại khẳng định là không có lý do gì phải lo ngại cho chuyện này  mặc cho tổ chức này đã từng tuyên bố vào hai năm trước rằng sự phục hồi này là "không cân bằng và bền vững  Kể từ sau cuộc trưng cầu dân ý về tư cách thành viên trong EU của Vương quốc Anh để rời khỏi Liên minh châu Âu, BoE đã cắt giảm lãi suất xuống mức thấp lịch sử là 0,25% chỉ trong hơn một năm. Điều này đã củng cố chính sách nới lỏng định lượng kể từ khi bắt đầu cuộc Đại suy thoái khi số tiền giành cho chính sách này lên tới 435 tỷ bảng Anh. Vào quý 4 năm 2018, các khoản vay ròng ở Anh chiếm tỷ trọng GDP ở mức cao nhất (5% GDP) trong số các nước thành viên OECD. Các hộ gia đình đã phải chịu cảnh thâm hụt trong chín quý liên tiếp. Kể từ sau cuộc Đại suy thoái, Vương quốc Anh không còn kiếm được lợi nhuận từ các khoản đầu tư ra nước ngoài nữa.

### Giai đoạn 2020 đến nay
Vào tháng 3 năm 2020, để đối phó với đại dịch Coronavirus, một lệnh cấm tạm thời đã được áp dụng đối với hoạt động kinh doanh và du lịch không thiết yếu ở Vương quốc Anh. BoE đã cắt giảm lãi suất xuống chỉ còn 0,1%. Tăng trưởng kinh tế yếu đi trông thấy trước cuộc khủng hoảng, với mức tăng trưởng 0% trong quý 4 năm 2019. Vào đầu tháng 5, 23% lực lượng lao động ở Anh đã bị cắt giảm và tạm thời cho nghỉ việc. Các chương trình của chính phủ đã được đưa ra để giúp những người lao động có thu nhập bị ảnh hưởng bởi đợt bùng phát dịch. Trong nửa đầu năm 2020, GDP giảm đi 22,6%, đây là cuộc suy thoái tồi tệ nhất trong lịch sử Vương quốc Anh và con số này tệ hơn bất kỳ quốc gia này trong khối G7 hoặc châu Âu nào khác. Các hạn chế đã được dỡ bỏ và tăng trưởng kinh tế bắt đầu tăng vào mùa hè, nhưng một đợt cấm vận khác đã được thực thi vào cuối năm. Trong năm 2020, BoE đã mua vào 450 tỷ bảng trái phiếu chính phủ qua đó nâng số tiền nới lỏng định lượng kể từ khi bắt đầu cuộc Đại suy thoái lên thành 895 tỷ bảng. GDP xét tổng thể đã giảm 9,9% vào năm 2020. Đó là sự suy giảm tồi tệ nhất kể từ sự kiện Great Frost từng làm tê liệt nền kinh tế Vương quốc Anh vào năm 1709.

## Biểu đồ tăng trưởng kinh tế

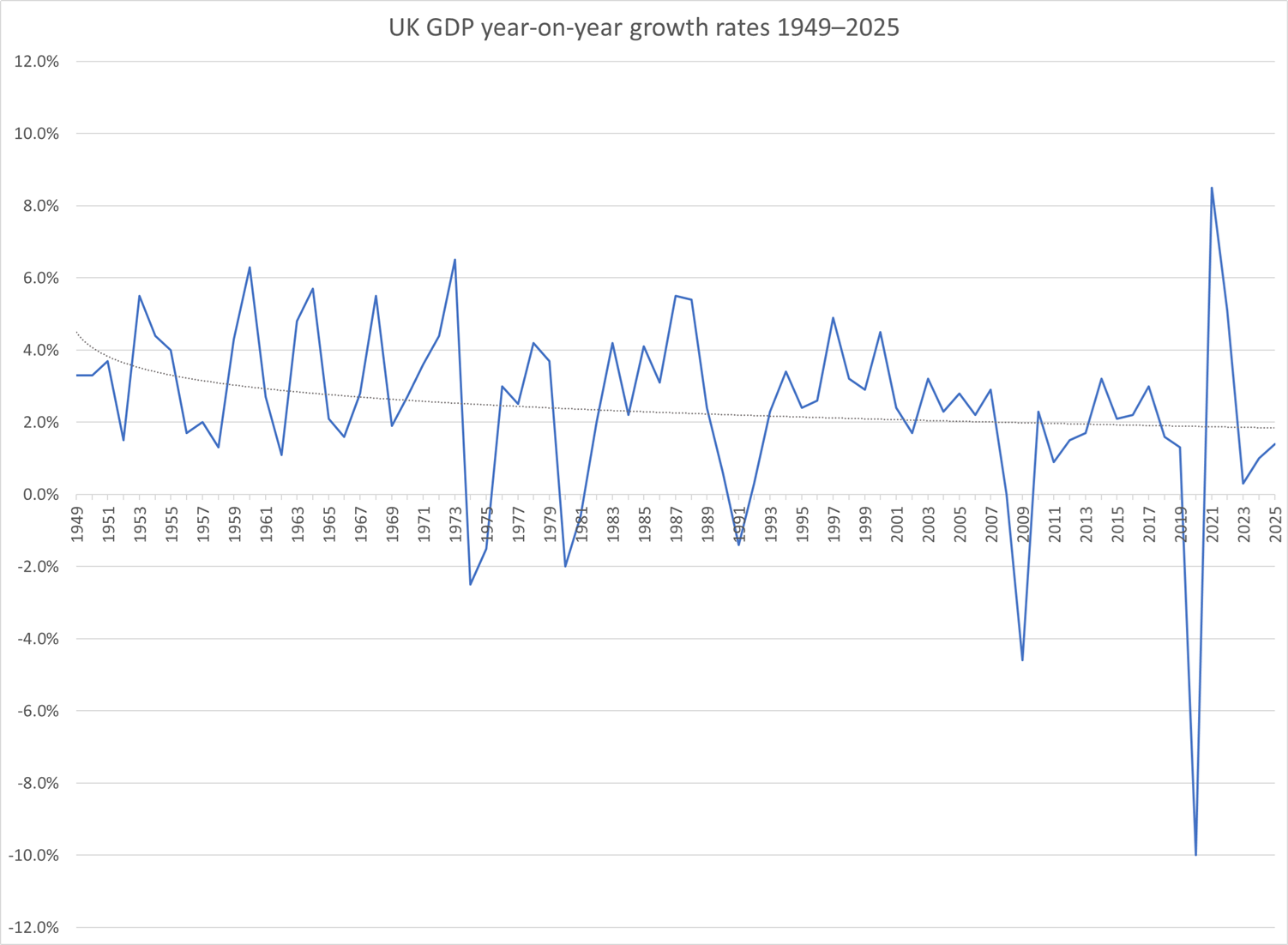
Tốc độ tăng trưởng GDP qua từng năm giai đoạn 1949–2020
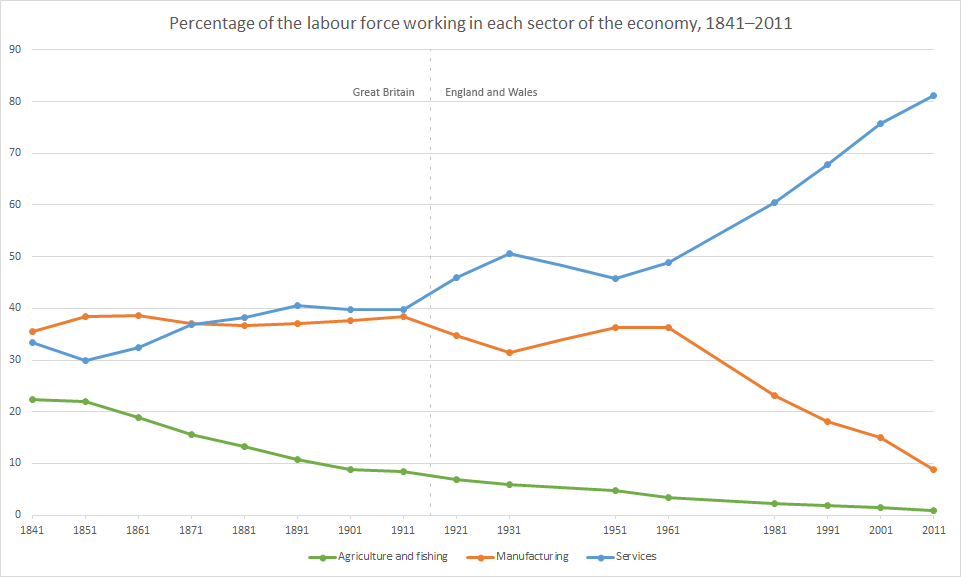
Phân bố lực lượng lao động ở Vương quốc Anh giai đoạn 1841–1911, và ở Anh và xứ Wales giai đoạn 1921–2011
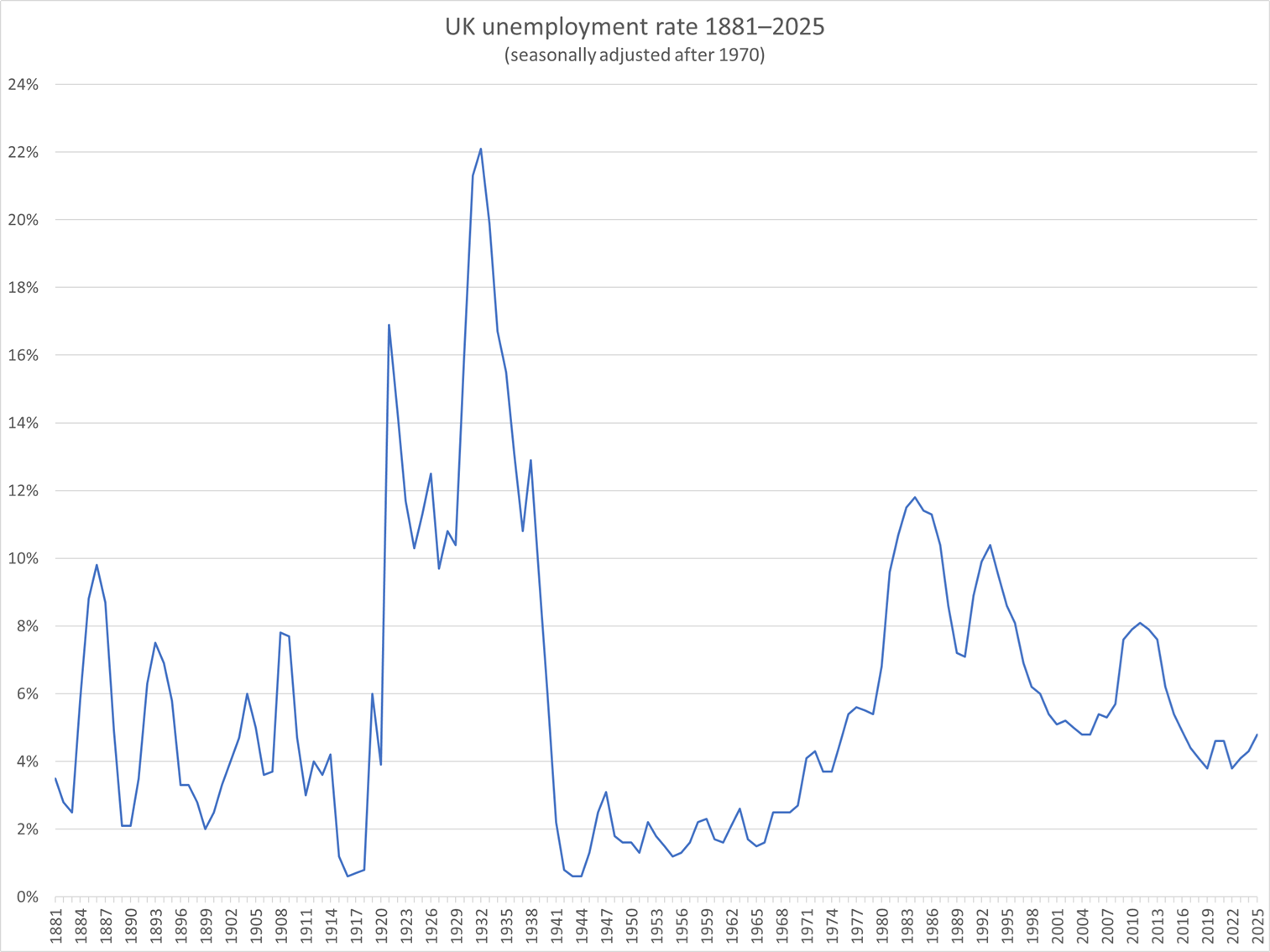
Tỷ lệ thất nghiệp giai đoạn 1881–2017
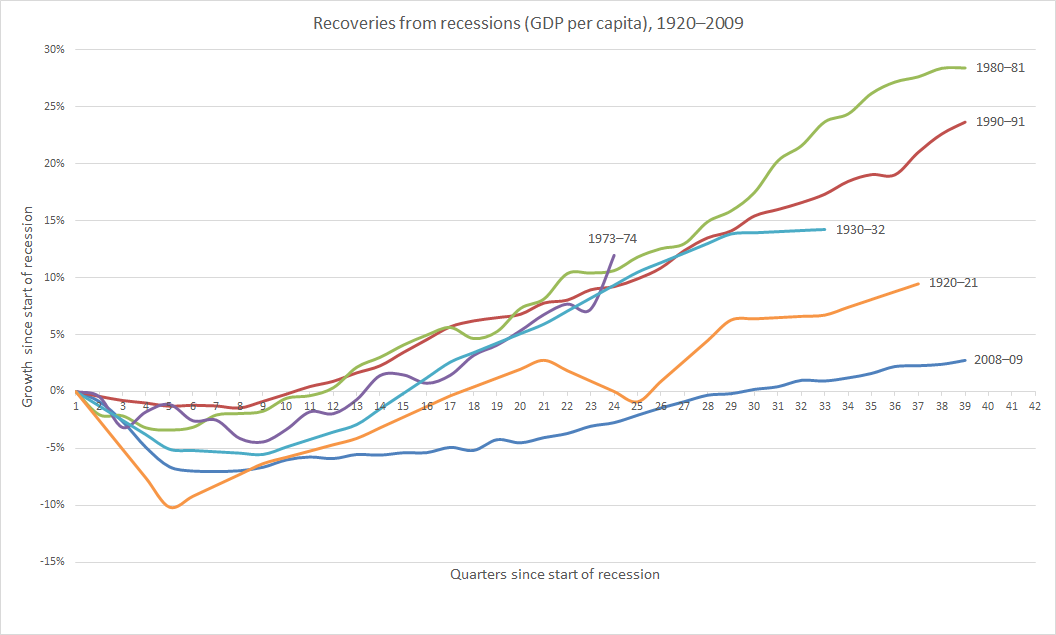
Các giai đoạn phục hồi cho mỗi cuộc suy thoái (dựa trên GDP bình quân đầu người) giai đoạn 1920–2009
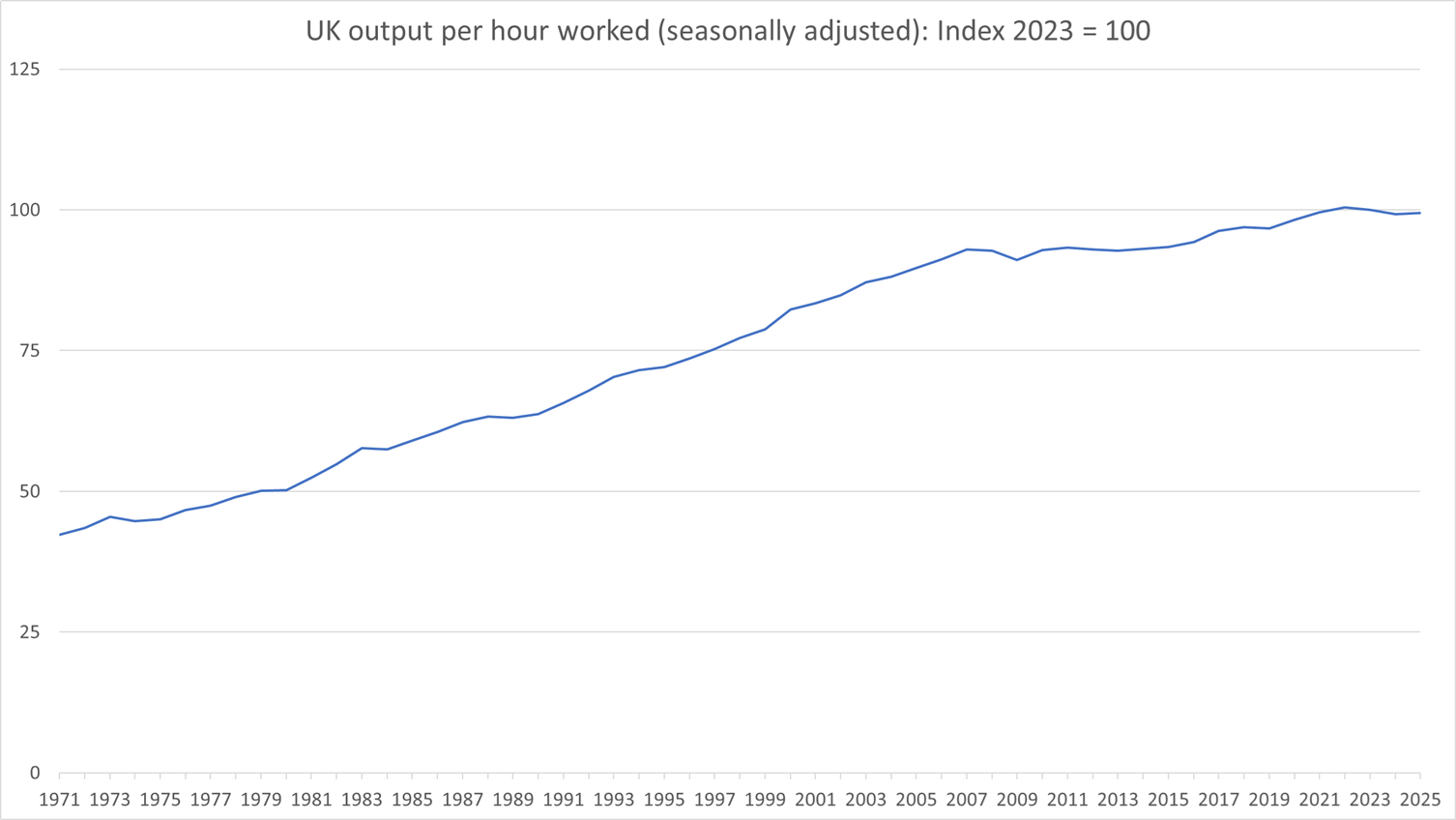
Năng suất lao động giai đoạn 1971–2019
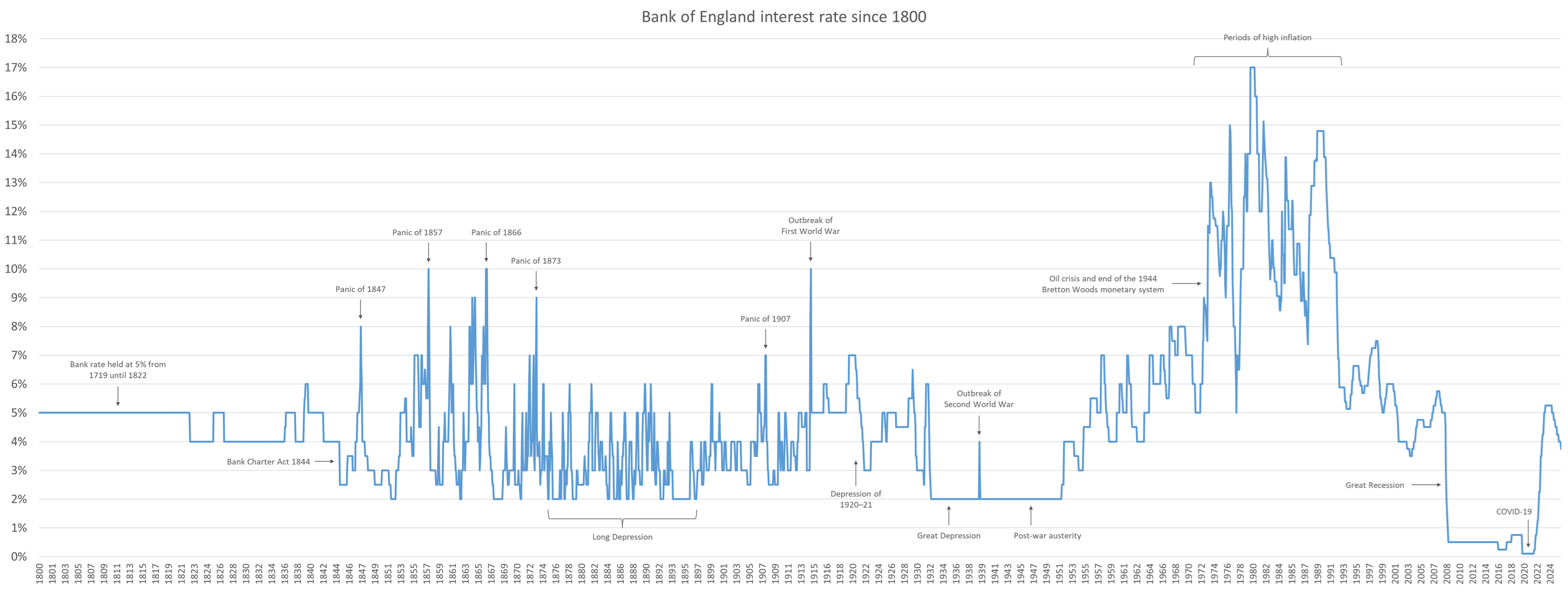
Lãi suất giai đoạn 1800–2020
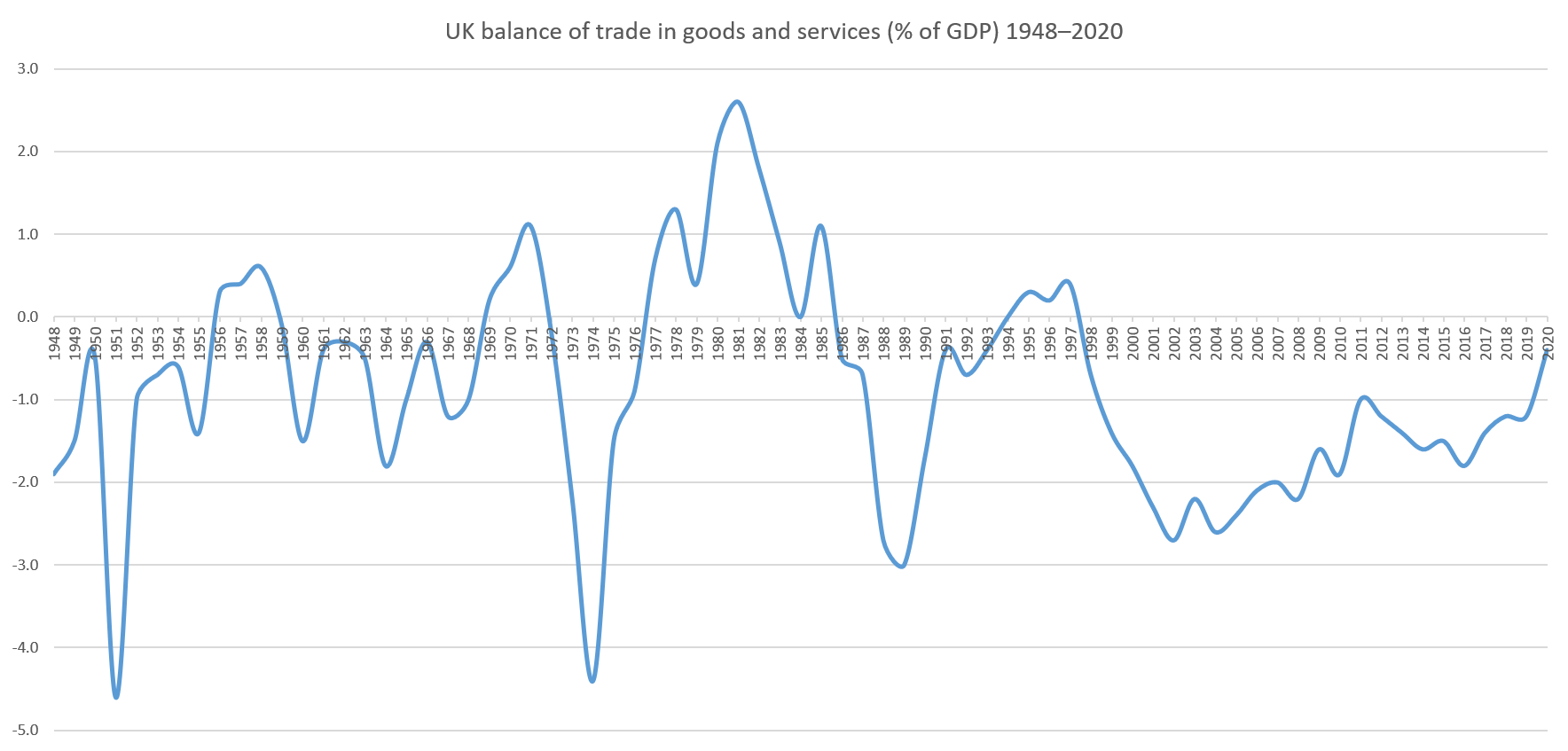
Cán cân thương mại giai đoạn 1948–2020
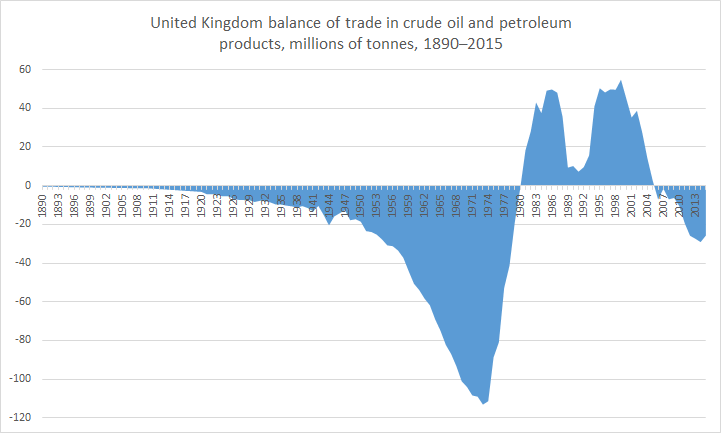
Cán cân thương mại của mặt hàng dầu thô và dầu mỏ 1890–2015

## Chi tiêu của chính phủ và chính sách quản lý kinh tế

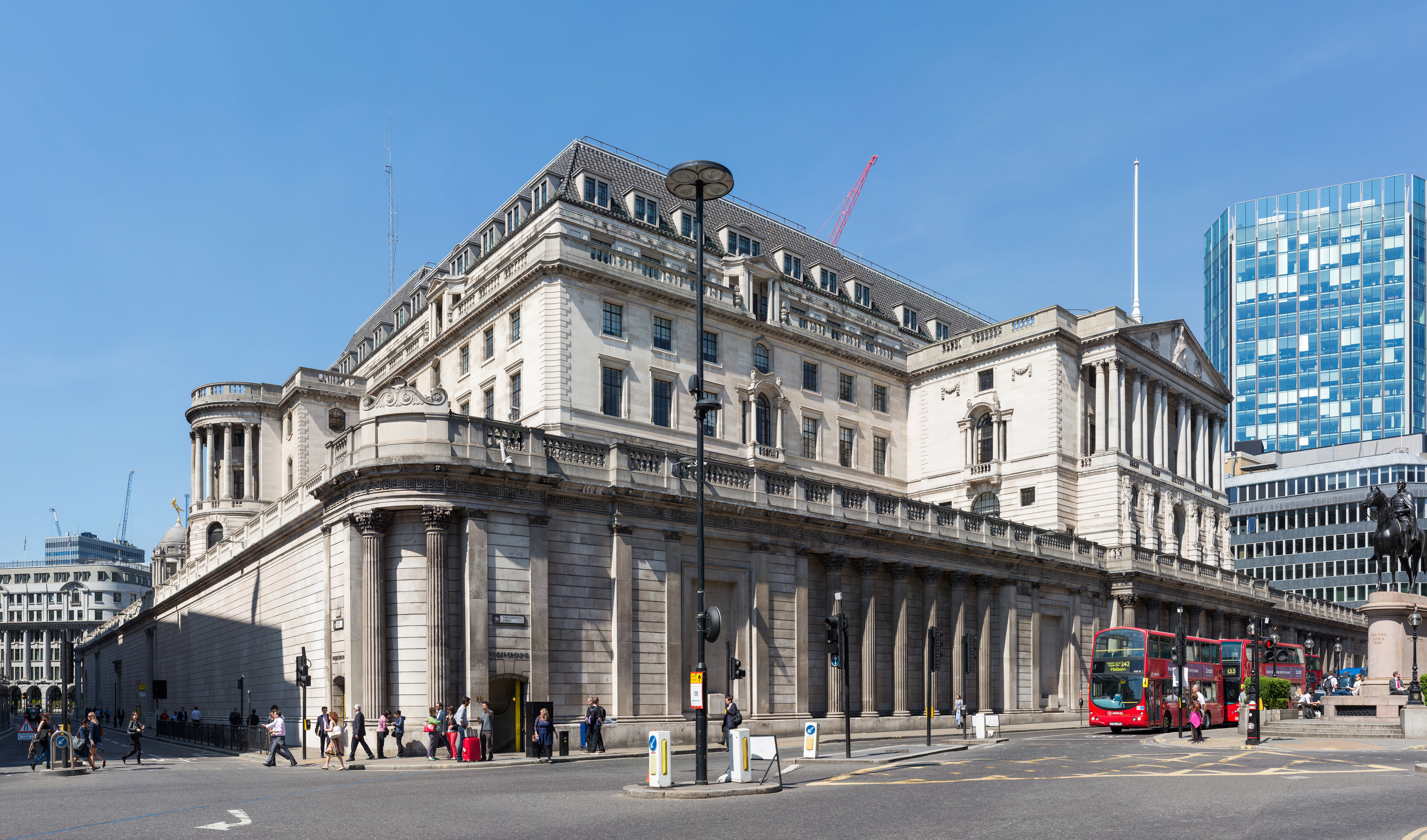
Ngân hàng Anh có trụ sở tại London

Sự tham gia của chính phủ vào nền kinh tế chủ yếu được thực hiện bởi HM Treasury, đứng đầu là Thủ tướng Chính phủ. Trong những năm gần đây, nền kinh tế Vương quốc Anh được quản lý theo các nguyên tắc tự do hóa thị trường tuân theo những quy định cụ thể với mức thuế thấp. Kể từ năm 1997, Ủy ban Chính sách Tiền tệ của Ngân hàng Trung ương Anh, do Thống đốc Ngân hàng Anh đứng đầu, chịu trách nhiệm thiết lập lãi suất tại mức cần thiết để đạt được mục tiêu lạm phát chung cho nền kinh tế do Thủ tướng đặt ra hàng năm. Chính phủ Scotland, tùy thuộc vào sự chấp thuận của Quốc hội Scotland, có quyền thay đổi tỷ giá cơ bản của thuế thu nhập phải nộp ở Scotland bằng cộng hoặc trừ 3 xu bảng Anh, mặc dù quyền lực này vẫn chưa được thực hiện.
Trong giai đoạn 20 năm từ 1986/87 đến 2006/07, chi tiêu của chính phủ ở Vương quốc Anh đạt trung bình khoảng 40% GDP. Vào tháng 7 năm 2007, Nợ chính phủ của Vương quốc Anh ở mức 35,5% GDP. Do hậu quả của cuộc khủng hoảng tài chính 2007–2010 và cuộc suy thoái toàn cầu cuối những năm 2000, tỷ trọng chi tiêu của chính phủ tăng lên mức cao trong lịch sử là 48% GDP trong năm 2009–10 trong đó một phần đến từ khoản chi phí phải trả cho loạt gói cứu trợ ngân. Theo các điều khoản quy định về nợ chính phủ ròng tính theo phần trăm GDP, vào cuối tháng 6 năm 2014, nợ ròng của khu vực công không bao gồm các can thiệp của khu vực tài chính là 1304,6 tỷ bảng Anh, tương đương 77,3% GDP. Trong năm tài chính 2013–2014, khoản vay ròng của khu vực công là 93,7 tỷ bảng Anh. Cao hơn 13,0 tỷ bảng so với năm tài chính 2012–2013.
Các khoản Thuế ở Vương quốc Anh có thể bao gồm các khoản thanh toán cho ít nhất hai cấp chính quyền khác nhau: chính quyền địa phương và chính quyền trung ương (HM Revenue & Customs). Chính quyền địa phương được tài trợ bởi các khoản trợ cấp từ quỹ của chính phủ trung ương, thuế kinh doanh, Thuế Hội đồng, và ngày càng có nhiều phí và lệ phí cho bãi đậu xe trên phố. Các khoản thu của chính quyền trung ương chủ yếu là từ các khoản đóng góp thuế thu nhập, bảo hiểm quốc gia, thuế giá trị gia tăng, thuế thu nhập doanh nghiệp và thuế nhiên liệu.

## Các khu vực kinh tế

### Nông nghiệp

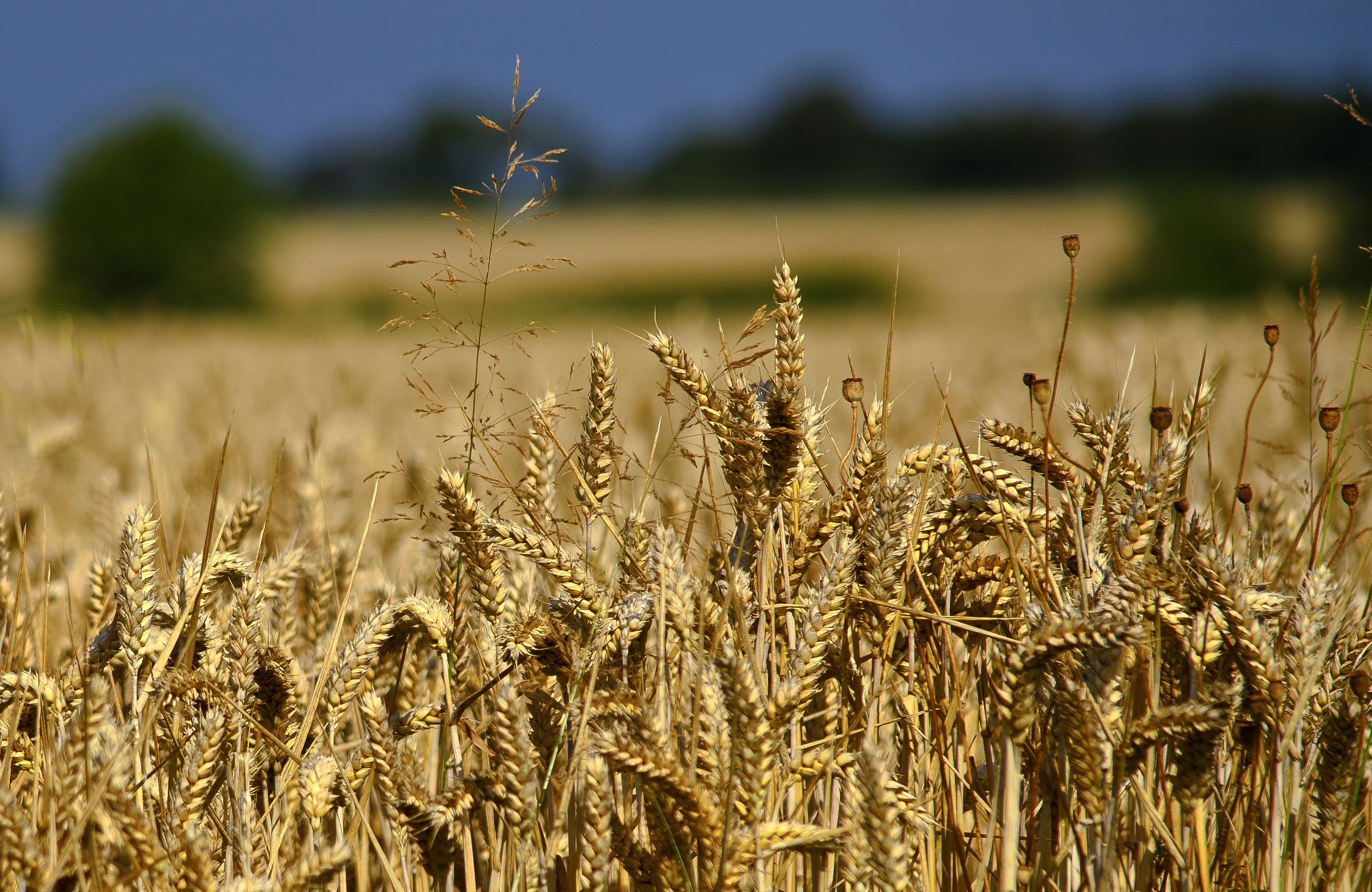
Cánh đồng lúa mỳ ở Anh

Nông nghiệp ở Vương quốc Anh là nền nông nghiệp thâm canh, cơ giới hóa vói hiệu quả theo tiêu chuẩn châu Âu. Quốc gia này sản xuất được khoảng 65% nhu cầu lương thực trên cả nước. Khả năng tự cung tự cấp chỉ rơi xuống dưới mức 50% trong những năm 1950 và từng đạt mức cao nhất là 80% vào những năm 1980, trước khi giảm xuống mức hiện tại vào đầu thế kỷ 21. Tổng giá trị của ngành Nông nghiệp đóng góp khoảng 12,18 tỷ bảng Anh cho nền kinh tế vào năm 2018 và tạo ra 392.000 việc làm trong các lĩnh vực nông nghiệp, săn bắn, lâm nghiệp và đánh cá, tỷ trọng của ngành chiếm 0,6% GDP. Khoảng hai phần ba sản lượng theo giá trị được dành cho chăn nuôi và một phần ba cho cây trồng. Toàn bộ lĩnh vực nông sản thực phẩm (nông nghiệp và sản xuất thực phẩm, bán buôn, phục vụ ăn uống và bán lẻ) có giá trị 120 tỷ bảng Anh và tạo ra 4 triệu việc làm cho Vương quốc Anh.

### Xây dựng
Ngành xây dựng của Vương quốc Anh sử dụng khoảng 2,3 triệu người và đóng góp tổng giá trị 123,2 tỷ bảng Anh cho nền kinh tế vào năm 2019.
Một trong những dự án xây dựng lớn nhất ở Anh trong những năm gần đây là hệ thống đường hầm tàu điện ngầm, với chi phí ước tính khoảng 19 tỷ bảng Anh. Dự kiến sẽ bắt đầu triển khai vào Giáng sinh năm 2021, đây dự kiến sẽ là một tuyến đường sắt mới chạy từ đông sang tây qua London và vào khu vực xung quanh với một nhánh đường đến sân bay Heathrow. Điều đặc biệt của dự án chính là việc xây dựng lên 42 km (26 mi) đường hầm mới kết nối các ga ở trung tâm London. Các dự án xây dựng đang được thực hiện còn có tuyến Cao tốc số 2 lối liền Luân Đôn với West Midlands. Hệ thống đường hầm tàu điện ngầm số 2 là một tuyến đường sắt được đưa vào đề án xây dựng ở miền Đông Nam nước Anh.

### Các ngành sản xuất

#### Điện, gas và nước
Lĩnh vực này đóng góp khoảng 51,4 tỷ bảng Anh cho nền kinh tế vào năm 2018. Vương quốc Anh dự kiến sẽ khởi động việc xây dựng các lò phản ứng hạt nhân mới để thay thế các máy phát điện hiện có và tăng cường việc dự trữ năng lượng quốc gia.

#### Ngành chế tạo

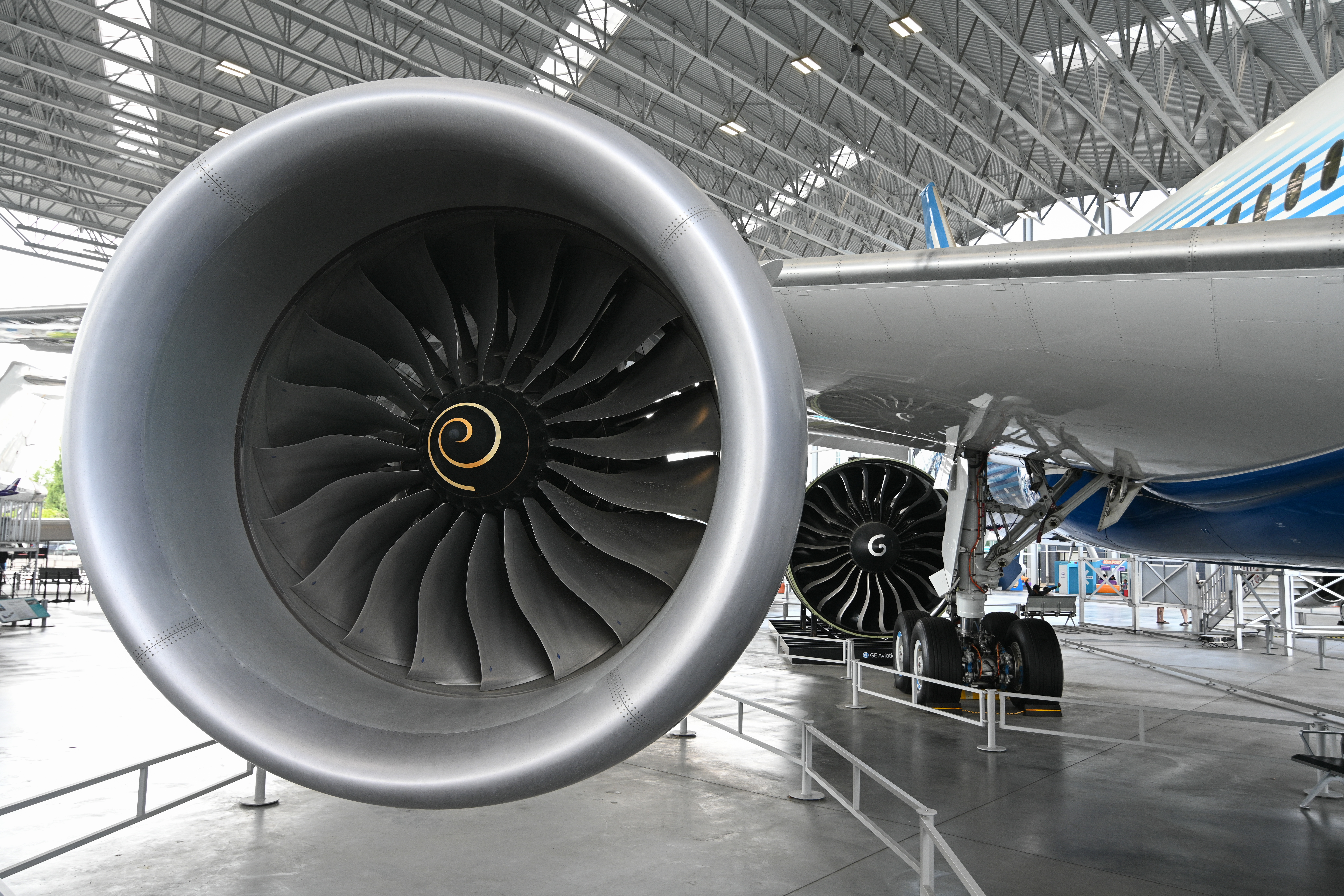
Động cơ phản lực không khí của chiếc Rolls-Royce Trent 1000 được sản xuất tại Vương quốc Anh

Trong những năm 1970, ngành chế tạo chiếm 25% trong cơ cấu của nền kinh tế. Tổng số lao động trong lĩnh vực sản xuất chế tạo giảm từ 7,1 triệu năm 1979 xuống 4,5 triệu năm 1992 và chỉ còn 2,7 triệu năm 2016 và hiện ngành này đang chiếm 10% trong cơ cấu nền kinh tế.
Năm 2007, giá trị của ngành chế tạo gấp hai lần so với năm 1958 trong đó có tập đoàn Autodesk.
Năm 2011, lĩnh vực sản xuất chế tạo của Vương quốc Anh tạo ra khoảng 140.539 triệu bảng Anh trong tổng giá trị gia tăng và sử dụng khoảng 2,6 triệu lao động. Trong số khoảng 16 tỷ bảng Anh được các doanh nghiệp Vương quốc Anh đầu tư vào R&D trong năm 2008, khoảng 12 tỷ bảng thuộc về các doanh nghiệp trong ngành sản xuất chế tạo. Năm 2008, ngành sản xuất chế tạo của Vương quốc Anh xếp thứ sáu thế giới về giá trị sản lượng.
Vào năm 2008, khoảng 180.000 người ở Vương quốc Anh đã trực tiếp làm việc trong lĩnh vực sản xuất ô tô ở Vương quốc Anh. Trong năm đó ngành có kim ngạch 52,5 tỷ bảng, tạo ra được 26,6 tỷ bảng cho xuất khẩu và sản xuất được khoảng 1,45 triệu xe hành khách và 203.000 xe thương mại. The UK is a major centre for engine manufacturing, and in 2008 around 3.16 million engines were produced in the country.
Ngành công nghiệp hàng không vũ trụ của Vương quốc Anh là ngành hàng không vũ trụ lớn thứ hai hoặc thứ ba trên thế giới, tùy thuộc vào phương pháp đo lường. Ngành sử dụng trực tiếp khoảng 113.000 người và gián tiếp khoảng 276.000 người đồng thời có doanh thu hàng năm khoảng 20 bảng Anh. Các công ty lớn trong ngành này của Anh bao gồm BAE Systems và Rolls-Royce (nhà sản xuất động cơ máy bay lớn thứ hai thế giới). Các công ty hàng không vũ trụ châu Âu đang hoạt động tại Vương quốc Anh bao gồm Airbus chuyên cung cấp các bộ phận để sản xuất máy bay thương mại, tàu vũ trụ, máy bay trực thăng và quốc phòng, công ty sử dụng hơn 13.500 nhân viên trên hơn 25 địa điểm tại Vương quốc Anh.
Ngành công nghiệp dược phẩm sử dụng khoảng 67.000 người ở Vương quốc Anh và trong năm 2007 đã đóng góp 8,4 tỷ bảng Anh vào GDP và đã đầu tư tổng cộng 3,9 tỷ bảng Anh cho hoạt động R&D. Trong năm 2007, kim ngạch xuất khẩu dược phẩm của Vương quốc Anh đạt tổng giá trị 14,6 tỷ bảng Anh, mức thặng dư thương mại đối với các sản phẩm dược là 4,3 tỷ bảng. Vương quốc Anh là nơi mà lần lượt các công ty dược phẩm lớn thứ ba và thứ bảy trên thế giới đặt làm trụ sở là GlaxoSmithKline và AstraZeneca.

#### Ngành khai thác, khai thác đá và hydrocarbon
Sách Xanh 2013 báo cáo rằng lĩnh vực này đã đóng góp tổng giá trị là 31.380 triệu bảng Anh cho nền kinh tế Vương quốc Anh trong năm 2011. Năm 2007, Vương quốc Anh có tổng sản lượng trong ngành năng lượng là 9,5 phần tư tỷ đơn vị nhiệt Anh (10 exajoules), trong đó thành phần chủ yếu gồm có dầu (38%), khí tự nhiên (36%), than đá (13%), hạt nhân (11%) và năng lượng tái tạo khác (2%). Năm 2009, Vương quốc Anh sản xuất ra 1,5 triệu thùng dầu mỗi ngày (bbl/d) và tiêu thụ 1,7 triệu bbl/d. Sản lượng hiện đang bị suy giảm và Vương quốc Anh bắt đầu trở thành nước nhập khẩu ròng dầu kể từ năm 2005. Tính đến năm 2010, Vương quốc Anh có khoảng 3,1 tỷ thùng dầu thô dự trữ, nhiều hơn bất kỳ quốc gia thành viên EU nào.
Năm 2009, Vương quốc Anh là nhà sản xuất khí đốt tự nhiên lớn thứ 13 trên thế giới và là nhà sản xuất lớn nhất thuộc EU. Sản lượng hiện đang suy giảm và Vương quốc Anh là bắt đầu phải nhập khẩu khí đốt tự nhiên kể từ năm 2004. In 2009 the UK produced 19.7 million tons of coal and consumed 60.2 million tons. Năm 2005, người ta thăm dò được khối lượng than có thể thu hồi ở quốc gia này là 171 triệu tấn. Người ta ước tính rằng các khu vực trên bờ được xác định có tiềm năng sản xuất từ 7 tỷ tấn đến 16 tỷ tấn than thông qua khí hóa than dưới lòng đất (UCG). Dựa trên mức tiêu thụ than hiện tại của Vương quốc Anh, trữ lượng này có thể dùng ở Vương quốc Anh trong khoảng từ 200 đến 400 năm.
Vương quốc Anh là nơi đặt trụ sở của một số công ty năng lượng lớn, bao gồm hai trong số sáu ông lớn dầu khí là "BP và Royal Dutch Shell.
Vương quốc Anh cũng rất giàu các loại tài nguyên thiên nhiên khác bao gồm than đá, thiếc, đá vôi, quặng sắt, muối, đất sét, phấn, thạch cao, chì và silica.

### Ngành dịch vụ
Dịch vụ là khu vực kinh tế quan trọng nhất của Vương quốc Anh khi đóng góp tới 80,2% cơ cấu GDP tính đến năm 2016. 

#### Các ngành công nghiệp sáng tạo
Công nghiệp sáng tạo chiếm 7% tổng giá trị gia tăng (GVA) vào năm 2005 và tốc độ tăng trưởng trung bình đạt 6% giai đoạn từ năm 1997 đến năm 2005. Các vùng có thế mạnh về ngành này bao gồm Luân Đôn và Tây Bắc nước Anh, đây là hai cụm công nghiệp sáng tạo lớn nhất ở châu Âu. Theo Hội đồng Thời trang Anh, đóng góp của ngành công nghiệp thời trang cho nền kinh tế Vương quốc Anh trong năm 2014 là 26 tỷ bảng Anh, tăng từ 21 tỷ bảng Anh vào năm 2009. Vương quốc Anh là cũng là nơi đặt trụ sở của các công ty quảng cáo lớn nhất thế giới, trong đó có WPP.

#### Giáo dục, chăm sóc sức khỏe và công tác xã hội

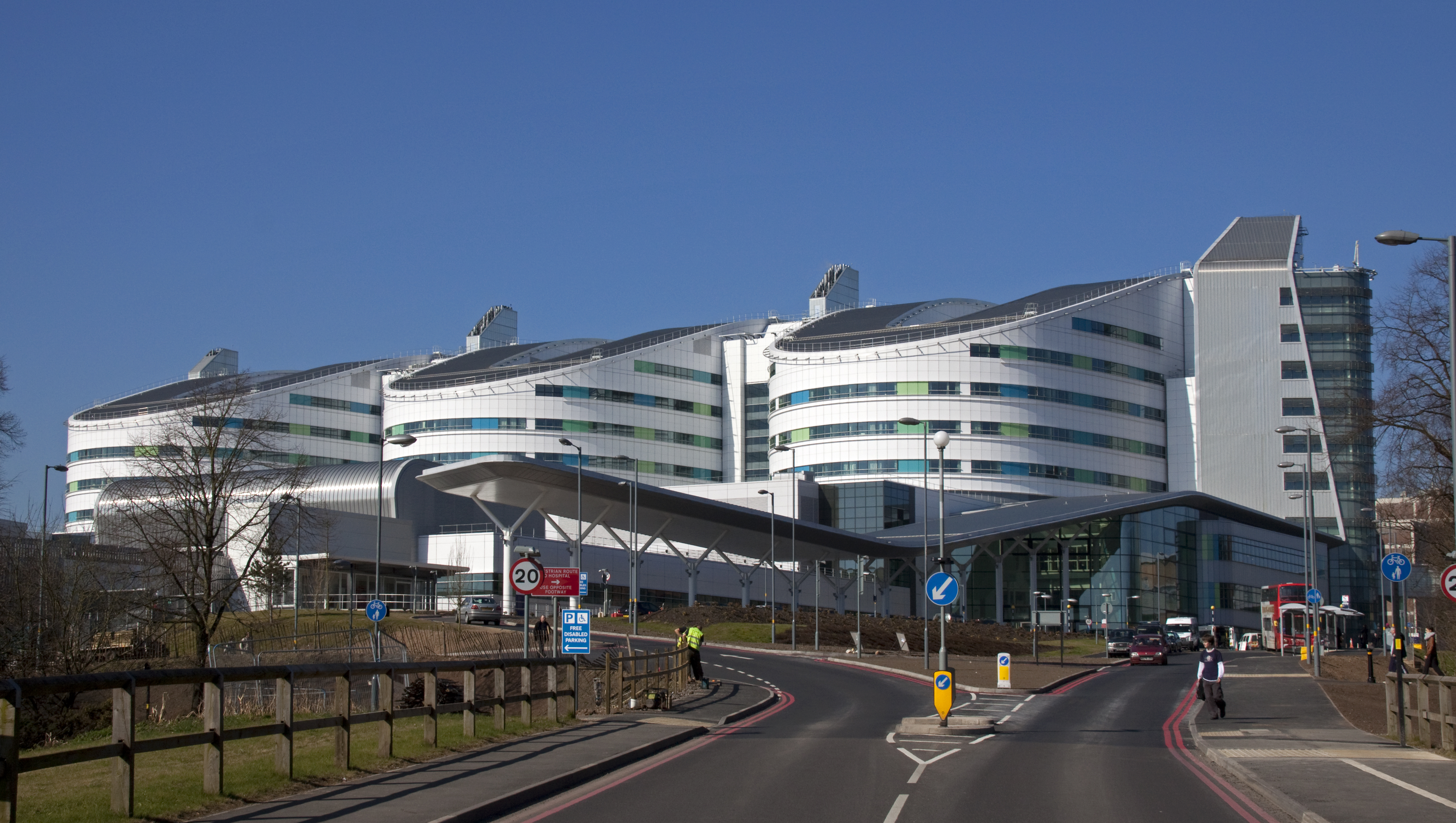
Bệnh viện Nữ hoàng Elizabeth Birmingham là một bệnh viện quốc gia lớn chuyên cung cấp các dịch vụ chăm sóc sức khỏe

Theo The Blue Book 2013, lĩnh vực giáo dục đã tăng thêm tổng giá trị là 84.556 & nbsp; triệu bảng Anh vào năm 2011 trong khi các hoạt động công tác xã hội và sức khỏe con người tăng thêm 104.026 & nbsp; triệu bảng trong năm 2011.
Ở Vương quốc Anh, phần lớn lĩnh vực chăm sóc sức khỏe bao gồm nhà nước tài trợ và điều hành Dịch vụ Y tế Quốc gia (NHS), chiếm hơn 80% tổng chi tiêu cho chăm sóc sức khỏe ở Vương quốc Anh và có lực lượng lao động khoảng 1,7 & nbsp; triệu, đưa nó trở thành nhà tuyển dụng lớn nhất ở Châu Âu và nằm trong số những nhà tuyển dụng lớn nhất trên thế giới. NHS hoạt động độc lập tại mỗi các quốc gia cấu thành của Vương quốc Anh. NHS ở Anh cho đến nay là bộ phận lớn nhất trong bốn bộ phận và có doanh thu 92,5 & nbsp; tỷ bảng Anh vào năm 2008.
Trong năm 2007/08 các cơ sở giáo dục đại học ở Vương quốc Anh có tổng thu nhập là £ 23 & nbsp; tỷ và sử dụng tổng số 169.995 nhân viên. Trong năm 2007/08, có 2.306.000 cao hơn sinh viên giáo dục ở Vương quốc Anh (1.922.180 ở Anh, 210.180 ở Scotland, 125.540 ở Wales và 48.200 ở Bắc Ireland).

#### Dịch vụ kinh doanh và tài chính
Ngành dịch vụ tài chính của Vương quốc Anh đã tăng tổng giá trị 116.363 & nbsp; triệu bảng Anh cho nền kinh tế Vương quốc Anh vào năm 2011. Xuất khẩu của Vương quốc Anh là các dịch vụ tài chính và kinh doanh đóng góp tích cực đáng kể vào cán cân thanh toán của đất nước.

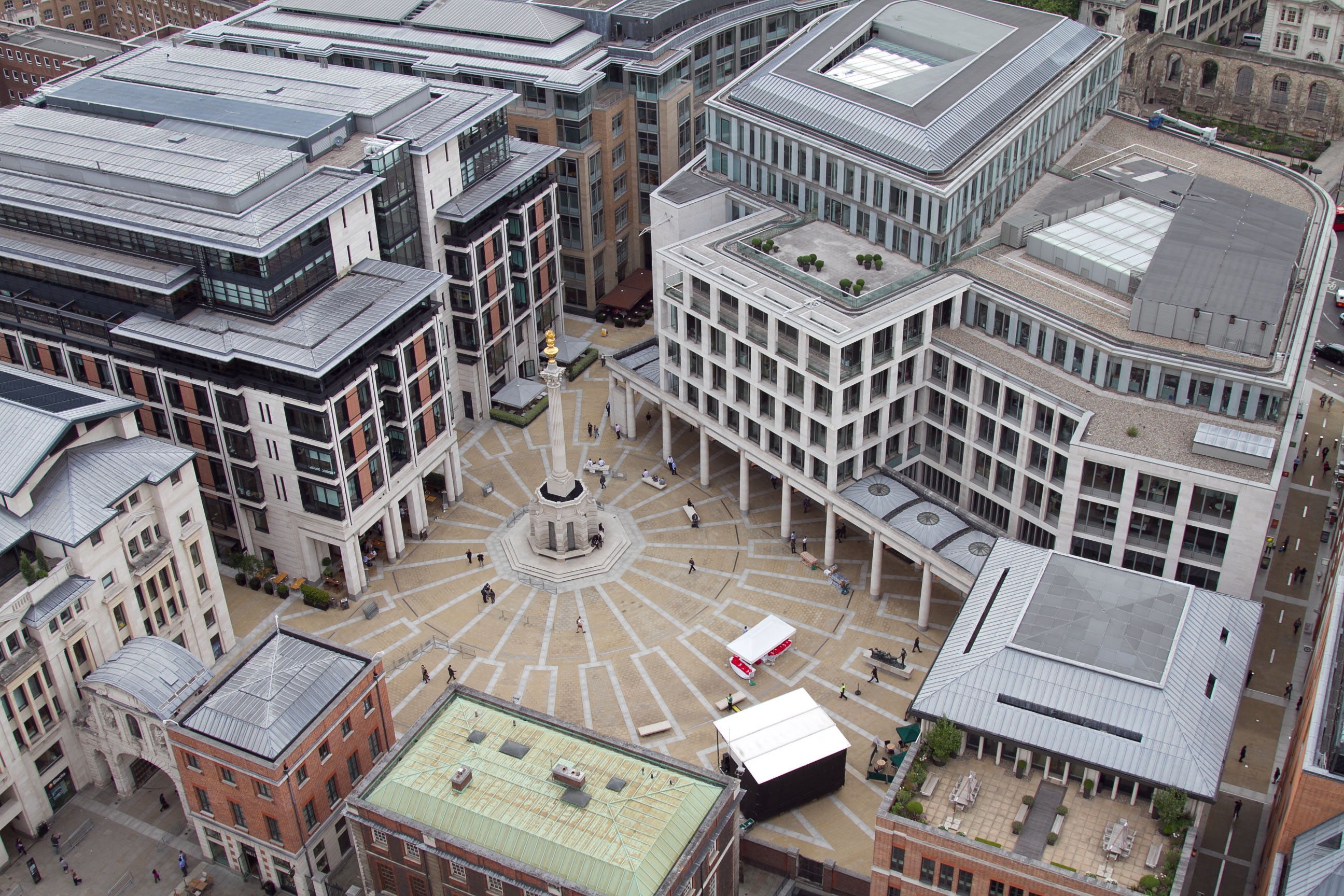
Quảng trường Paternoster là nơi đặt trụ sở của sở giao dịch chứng khoán London

Luân Đôn là một trung tâm lớn về kinh doanh quốc tế và thương mại và là một trong ba "trung tâm chỉ huy" của nền kinh tế toàn cầu (cùng với Thành phố New York và Tokyo). Có hơn 500 ngân hàng có văn phòng tại Luân Đôn, và đây là trung tâm quốc tế hàng đầu về ngân hàng, bảo hiểm, Eurobond s, ngoại hối và giao dịch tương lai năng lượng. Ngành dịch vụ tài chính của London chủ yếu có trụ sở tại Thành phố London và Canary Wharf. Thành phố có London Stock Exchange, London International Financial Futures and Options Exchange, London Metal Exchange, Lloyds of London và Ngân hàng Anh. Canary Wharf bắt đầu được phát triển vào những năm 1980 và hiện là trụ sở của các tổ chức tài chính lớn như Barclays Bank, Citigroup và HSBC, cũng như Financial Services Authority của Vương quốc Anh. London cũng là một trung tâm lớn cho các doanh nghiệp và nghề nghiệp khác dịch vụ và bốn trong số sáu công ty luật lớn nhất trên thế giới có trụ sở chính ở đó.
Một số thành phố lớn khác của Vương quốc Anh có các lĩnh vực tài chính lớn và các dịch vụ liên quan. Edinburgh có một trong những trung tâm tài chính lớn nhất ở Châu Âu và là nơi có trụ sở chính của Lloyds Banking Group, NatWest Group và Standard Life. Leeds là trung tâm dịch vụ tài chính và kinh doanh lớn nhất của Vương quốc Anh bên ngoài Luân Đôn, và là trung tâm dịch vụ pháp lý lớn nhất ở Vương quốc Anh sau Luân Đôn.
Theo một loạt các bài báo và báo cáo nghiên cứu được xuất bản vào giữa những năm 2010, các công ty tài chính của Anh cung cấp các phương pháp tinh vi để rửa hàng tỷ bảng Anh hàng năm, bao gồm cả tiền thu được từ tham nhũng trên khắp thế giới cũng như buôn bán ma túy trên thế giới, do đó biến thành phố trở thành trung tâm tài chính bất hợp pháp toàn cầu. Theo một nghiên cứu của Deutsche Bank được công bố vào tháng 3 năm 2015, Anh đang thu hút khoảng một tỷ bảng Anh dòng vốn vào mỗi tháng không được thống kê chính thức ghi nhận, có tới 40% có thể đến từ Nga, ngụ ý các tổ chức tài chính báo cáo sai, tránh thuế tinh vi và là "nơi trú ẩn an toàn" của Vương quốc Anh "uy tín.

#### Dịch vụ nhà hàng và khách sạn
Sách Xanh 2013 chỉ ra rằng ngành dịch vụ nhà hàng khách sạn đã đóng góp 36.554 bảng Anh cho nền kinh tế vào năm 2011. Trong đó có InterContinental Hotels Group (IHG) là một tập đoàn đa quốc gia nổi tiếng nhất thế giới trong ngành dịch vụ khách sạn có trụ sở chính tại Denham, Buckinghamshire hiện đang sở hữu và điều hành hàng loạt các thương hiệu khách sạn có tiếng như InterContinental, Holiday Inn và Crowne Plaza. Ladbrokes Plc có trụ sở chính tại Watford, Hertfordshire trong giai đoạn từ năm 1987 đến 2005 từng sở hữu chi nhánh quốc tế của Hilton Hotels hiện đang là tập đoàn khách sạn lớn thứ năm thế giới. Tháng 12 năm 2005 Ladbrokes đã bán lại chi nhánh này cho Tập đoàn khách sạn Hilton của Hoa Kỳ.

#### Ngành kinh doanh dịch vụ phi chính thức
Một nghiên cứu trong năm 2014 chỉ ra rằng các dịch vụ có liên quan đến tổ chức mại dâm đóng góp vào nền kinh tế khoảng 5 tỷ bảng Anh mỗi năm.

#### Hành chính công và quốc phòng
Theo một báo cáo của Sách Xanh vào năm 2013, ngành dịch vụ liên quan đến quản lý công và quốc phòng đóng góp cho nền kinh tế Vương quốc Anh tổng cộng là 70.400 triệu bảng vào năm 2001.

#### Bất động sản và các hoạt động cho thuê nhà

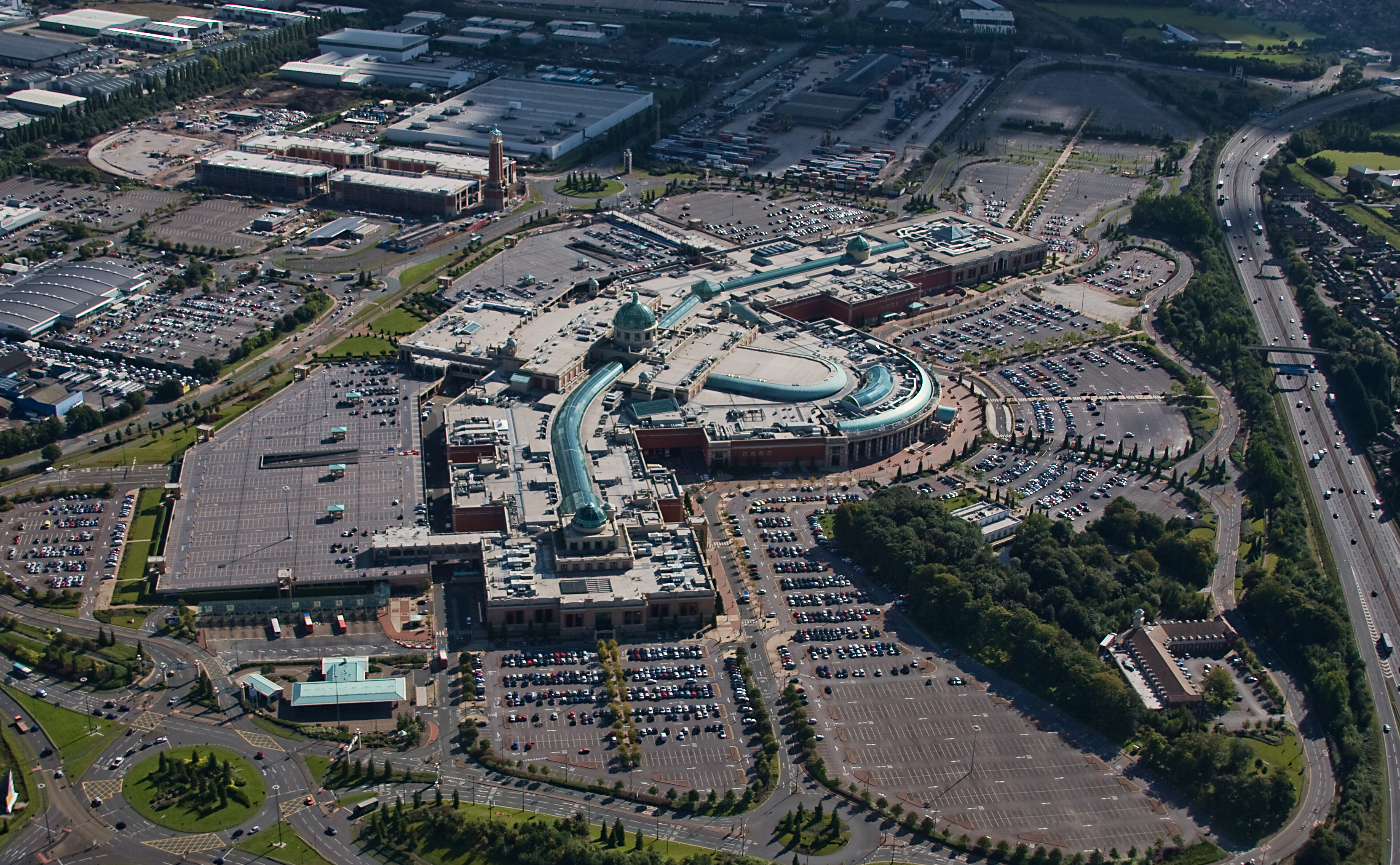
Khu phức hợp trung tâm mua sắm Trafford ở Manchester được bán lại với giá 1,6 tỷ bảng vào năm 2011 là thương vụ mua bán bất động sản lớn nhất trong lịch sử Anh quốc.

Các công ty bất động sản có tiếng ở Vương quốc Anh bao gồm British Land, Land Securities và The Peel Group. Giai đoạn bùng nổ của ngành bất động sản tại Anh diễn ra trong 7 năm và kết thúc vào năm 2008, trong khoảng thời gian đó có thời kỳ giá trị bất động sản từng tăng lên gấp ba. Có nhiều nguyên nhân khiến giá bất động sản leo thang trong đó tiêu biểu gồm: lãi suất cho vay thấp, tín dụng tăng lên, sự phát triển kinh tế, hình thức mua bất động để cho thuê nhanh chóng trở lên phổ biến (bất động sản đầu tư), dòng đầu tư nước ngoài vào các căn hộ ở London ngày một tăng và hoạt động quy hoạch xây mới nhà ở ngày một nhiều.  Tại Anh và xứ Wales trong giai đoạn 1997 đến 2016 giá nhà ở trung bình tăng tới 259% trong khi thu nhập chỉ tăng vỏn vẹn 68%. Giá trung bình của một căn nhà chỉ gấp 3,6 lần thu nhập hàng năm của người dân vào năm 1997, trong khi năm 2016 con số này lên tới 7,6 lần. Tỷ trọng hoạt động thuê nhà đóng góp vào GDP đã tăng gấp đôi kể từ năm 1985 và thậm chí cho đến thời điểm hiện tại nó còn lớn hơn cả tỷ trọng của hoạt động sản xuất chế tạo. Năm 2014 hoạt động cho thuê nhà ở chiếm tới 12,3% GDP.

#### Du lịch

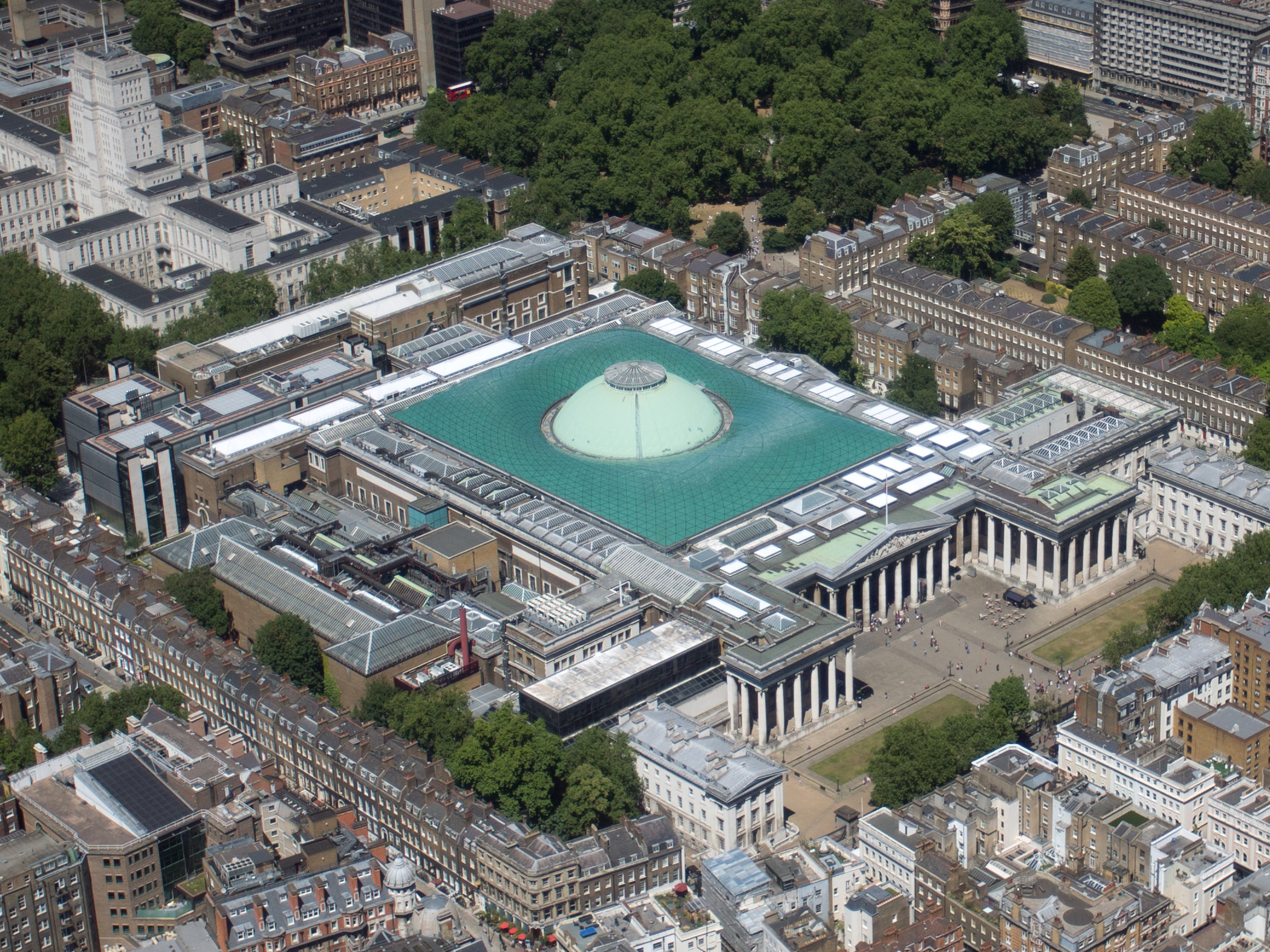
Viện bảo tàng Anh đã đón khoảng 6,2 triệu du khách đến thăm quan trong năm 2019.

Với khoảng hơn 40 triệu lượt khách tham quan vào năm 2019, hoạt động inbound tourism - tour du lịch mà khách hàng là những người mang quốc tịch nước ngoài, đã đóng góp 28,5 tỷ bảng Anh cho nền kinh tế mặc dù hơn 1 nửa trong số đó hoạt động ở London, vốn là thành phố tiếp nhận số lượng du khách tham quan nhiều thứ ba trên thế giới với 21,7 triệu lượt khách hàng năm và chỉ đứng sau thành phố xếp thứ hai là Bangkok và xếp thứ nhất là Hồng Kông.
Bảng sau đây liệt kê 10 thị trường Inbound Tourism lớn nhất của Vương quốc Anh:
| Xếp hạng | Thị trường        | Số tiền chi tiêu | Số lượt du khách |
| -------- | ----------------- | ---------------- | ---------------- |
| 1        | Liên minh châu Âu | £9,33 tỷ         | 22,580,591       |
| 2        | Hoa Kỳ            | £4,18 tỷ         | 4,498,753        |
| 3        | Trung Quốc        | £1,71 tỷ         | 883,072          |
| 4        | Australia         | £1,17 tỷ         | 1,063,404        |
| 5        | Ấn Độ             | £752 triệu       | 692,082          |
| 6        | Canada            | £734 triệu       | 874,060          |
| 7        | Ả Rập Xê Út       | £627 triệu       | 220,780          |
| 8        | Thụy Sĩ           | £569 triệu       | 925,727          |
| 9        | Na Uy             | £436 triệu       | 647,460          |
| 10       | Nhật Bản          | £369 triệu       | 388,839          |

##### Những ảnh hưởng từ đại dịch COVID-19
Các hoạt động bắt buộc hạn chế đi lại và đóng cửa do COVID-19 đã gây ra ảnh hưởng tiêu cực cho ngành dịch vụ du lịch và lữ hành trong năm 2020, cụ thể ngành dịch vụ du lịch đã giảm tới 76% theo thống kê của VisitBritain. Dự báo trong tháng 1 năm 2021 số lượt khách du lịch có thể tăng "21% so với năm 2020 những chỉ bằng 29% so với năm 2019" cho thấy việc tăng trưởng được kỳ vọng là sẽ diễn ra trong năm 2021 nhưng ban đầu sẽ ở mức tương đối chậm; cơ quan du lịch quốc gia cho biết số lượt khách tham quan thậm chí sẽ không thể đạt được "sát ngưỡng bình thường" như kỳ vọng.
Một báo cáo tương tự của VisitBritain cũng cho biết những ảnh hưởng tiêu cực của đại dịch đối với hoạt động du lịch nội địa cũng là rất lớn, cụ thể là hoạt động chi tiêu cho du lịch trong nước ước tính giảm khoảng 62% so với năm trước đó. Các dự báo cho năm tính đến tháng 1 năm 2021 cũng chỉ ra việc chi tiêu sẽ giảm 79% so với năm trước đồng thời sẽ hồi phục và trở về mức "84% của năm 2019" vào cuối năm 2021.
Các ban bố về "lệnh hạn chế du lịch" đã được lới lỏng vào ngày 12 tháng 4 năm 2021 và dự kiến Vương quốc Anh sẽ bắt đầu mở cửa cho phép nhập cảnh trở lại với các quốc gia khác vào khoảng giữa tháng 5. Các kế hoạch mở cửa sau đó đã phải cân nhắc lại do vào ngày 8 tháng 4 năm 2021 theo các nguồn tin thì nguy cơ sẽ xuất hiện "làn sóng dịch thứ ba" ở châu Âu với những lo ngại về biến thể virus Corona mới (Dòng B.1.1.7). Hai ngày trước đó, Thủ tướng Anh Boris Johnson đã tuyên bố rõ rằng "chúng tôi không muốn chứng kiến virus được nhập khẩu từ nước ngoài vào quốc gia này thêm một lần nào nữa".

#### Dịch vụ vận tải, cất trữ và liên lạc

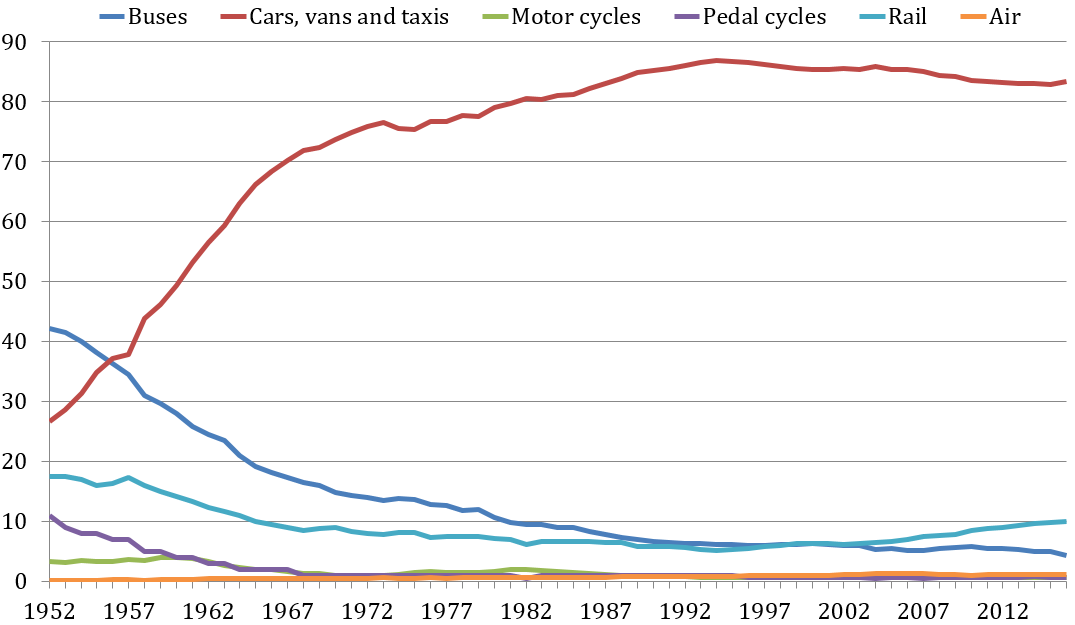
Biểu đồ đường cho biết tỷ trọng của từng loại phương tiện vận tải đóng góp cho hoạt động vận tải giai đoan 1952-2016 cho thấy ô tô ban đầu được sử dụng phổ biến và từng đạt đỉnh vào năm 1994 nhưng sau đó đã giảm xuống đôi chút do nhu cầu vận chuyển bằng phương tiện đường sắt tăng lên.

Ngành dịch vụ vận tải và cất trữ đóng góp tổng cộng 59,179 triệu bảng cho nền kinh tế Vương quốc Anh trong năm 2011 còn ngàng dịch vụ liên lạc đóng góp khoảng 25,098 triệu bảng cùng năm.
Vương quốc Anh có mạng lưới hệ thống đường bộ dài khoảng 246.700 dặm (397.025 km) trong đó hệ thống đường chính dài 31.400 dặm (50.533 km) bao gồm 3.701 km đường cao tốc. Hệ thống đường sắt ở Anh sở hữu bởi công ty Network Rail, công ty này đã cho xây dựng 19,291 dặm (31,046 km) đường sắt trong đó có 9,886 dặm (15,878 km) là được mở cho các phương tiện đi lại. Tại Bắc Ireland có khoảng 206,5 dặm (332,3 km) đường sắt được sở hữu bởi Northern Ireland Railways. Do ảnh hưởng của công cuộc tư nhân hóa đường sắt Anh, giờ đây đa phần các tuyến đường sắt tại Anh được vận hành bởi các công ty kinh doanh vận tải đường sắt. Tính đến năm 2019, có tổng cộng 32 công ty kinh doanh vận tải đường sắt tại Anh. Chính phủ dự định sẽ chi khoảng 56 tỷ bảng Anh cho một tuyến đường sắt tốc độ cao mới HS2, trong đó những tuyến đầu tiên sẽ đi từ London đến Birmingham với chi phí ước tính vào khoảng 27 tỷ bảng. Đường hầm Crossrail được mở lần đầu ở London vào mùa thi năm 2019 là công trình đường hầm tàu điện ngầm lớn nhất châu Âu với chi phí xây dựng vào khoảng 15 tỷ bảng.
Highways England là doanh nghiệp nhà nước chịu trách nhiệm vận hành các tuyến đường cao tốc chính ở Anh ngoại trừ tuyến đường M6 Toll được sở hữu và vận hành bởi tư nhân. Bộ vận tải Anh cho biết tình trạng tắc nghẽn giao thông chính là một trong những vấn đề nghiêm trọng nhất có liên quan đến ngành vận tải và nếu như không có biện pháp xử lý sẽ tiêu tốn khoảng 22 tỷ bảng cho việc lãng phí thời gian do tắc đường gây ra vào năm 2025. Theo báo cáo của cơ quan nghiên cứu do chính phủ tài trợ Eddington Transport Study vào năm 2006, tình trạng tắc đường có thể gây nguy hại đến nền kinh tế nếu như không có các biện pháp quy hoạch và mở rộng mạng lưới đường bộ một cách kịp thời.
Các cảng hàng không tại Vương quốc Anh đã trở tổng cộng 284,8 triệu hành khách trong khoảng thời gian từ tháng 2 năm 2017 đến tháng 1 năm 2018. Trong khoảng thời gian đó thì ba sân bay lớn nhất gồm có Sân bay Heathrow trở được 78 triệu hành khách, Sân bay Gatwick là 45,6 triệu hành khách và Sân bay Manchester trở được 27,8 triệu hành khách. Sân bay Heathrow cách thủ đô 14+1⁄2 dặm (23,3 km) về phía tây là cảng hàng không có số lượng phương tiện chuyên trở hành khách quốc tế nhiều nhất thế giới. Nơi đây là trung tâm vận chuyển của các hãng hàng không quốc gia British Airways và Virgin Atlantic. Sáu sân bay thương mại của London hình thành lên hệ thống sân bay thành bố lớn nhất thề giới về phương tiện vận chuyển hành khách với số lượng vận chuyển là 171 triệu hành khách vào năm 2017.

#### Dịch vụ bán buôn và bán lẻ
Ngành này có các hoạt động như buôn bán xe máy, sửa chữa ô tô, kinh doanh mặt hàng cá nhân và gia đình. Các báo cáo của Sách Xanh năm 2013 cho biết lĩnh vực bán buôn và bán lẻ đóng góp 151,785 triệu bảng cho nền kinh tế Vương quốc Anh vào năm 2011.
Tính đến năm 2016, hoạt động mua sắm tại các cửa hàng tiện lợi chiếm 33% tổng số hoạt động chi tiêu tiêu dùng và 20% GDP. Do 75% các mặt hàng được mua tại Vương quốc Anh là hàng sản xuất ở nước ngoài nên ngành bán lẻ chỉ chiếm 5.7% trong tổng số giá trị đóng góp gia tăng sản phẩm cho nền kinh tế. Vương quốc Anh có hoạt động chi tiêu cho mua hàng online đứng thứ ba thế giới chỉ sau Trung Quốc và Hàn Quốc, thậm chí hoạt động này còn gấp đôi cả Hoa Kỳ và chiếm 22% tổng số tiền chi tiêu cho các mặt hàng bán lẻ tại Vương quốc Anh.
Bốn công ty lớn nhất tại Vương quốc Anh dẫn đầu trong hoạt động kinh doanh cửa hàng tạp hóa hay còn được biết đến là "Big Four" bao gồm: Tesco (chiếm 27% thị phần), Sainsbury's (chiếm 15,4%), Asda (chiếm 14,9%) và Morrisons (chiếm 10%). Mặc dù vậy vẫn có các chuỗi siêu thị giảm giá ví dụ như ALDI nổi lên trong thời gian gần đây.
London chính là trung tâm bán lẻ của quốc gia và trong năm 2010 còn là thành phố có lượng doanh thu hàng bán lẻ non-food cao nhất trong số tất cả các thành phố khác trên thế giới với tổng chi tiêu rơi vào khoảng 64,2 tỷ bảng. Ngoài London còn có các thành phố khác như Manchester hay Birmingham cũng đều là những điểm đến hấp dẫn cho ngành bán lẻ. Vương quốc Anh cũng có nhiều các khu trung tâm mua sắm nằm ngoài thành phố như Meadowhall được đặt cách xa các con đường chính trong các thị trấn và trung tâm của thành phố. Trong khi các tên tuổi quốc tế lớn trong ngành bán lẻ đều thống trị ở hầu hết các thị trấn và thành phố có đường phố hoặc khu vực có nhiều doanh nghiệp kinh doanh độc lập. Tesco có trụ sở tại Vương quốc Anh là nhà bán lẻ lớn thứ tư châu Âu dựa trên doanh số (đứng sau Swartz, Aldi và Carrefour vào năm 2019).

## Tiền tệ
London là trung tâm giao dịch ngoại hối khi chiếm 43,1% tổng giá trị giao dịch hàng ngày trên toàn cầu là 6,6 tỷ đô vào năm 2019. Khối lượng hàng ngày cao nhất được tính theo nghìn tỷ đô la Mỹ từng đạt được khi New York bắt đầu tham gia giao dịch.
Đơn vị tiền tệ được sử dụng ở Vương quốc Anh là Bảng Anh, viết tắt là "£' và được phát hành bởi ngân hàng trung ương (Ngân hàng Anh Quốc). Các ngân hàng ở Scotland và Bắc Ireland được phép phát hành loại tiền giấy của riêng mình tuy nhiên vẫn phải tùy thuộc vào số lượng tiền giấy của Ngân hàng Anh mà họ đang nắm giữ, số tiền này là để chi trả cho việc phát hành. Bảng Anh là loại tiền tệ phổ biến thứ ba sau Đô la Mỹ và Euro được chính phủ và các tổ chức nước ngoài dùng làm tiền tệ dự trữ.
Vương quốc Anh từng từ chối sử dụng đồng Euro để thay thế cho Bảng Anh khi gia nhập Liên minh châu Âu. Chính phủ của cựu thủ thướng Tony Blair từng cam kết tổ chức một cuộc trưng cầu dân ý để quyết định xem Vương quốc Anh với tư cách là thành viên của Liên minh châu Âu có nền đáp ứng các yêu cầu của "5 thử nghiệm kinh tế" - các tiêu chí được xác định bởi kho bạc Vương quốc Anh dưới thời cựu thủ tướng Gordon Brown để đánh giá mức độ sẵn sàng của Vương quốc Anh khi gia nhập Liên minh Kinh tế và Tiền tệ của Liên minh Châu Âu (EMU), qua đó chấp nhận đồng euro làm đơn vị tiền tệ chính thức của quốc gia. Vào gần thời điểm đó đã xảy ra tranh luận về việc liệu Vương quốc Anh có nên thay thế đồng Bảng để sử dụng đồng Euro hay không. Năm 2007 thủ tướng đương nhiệm lúc đó là Gordon Brown đã mở một cuộc trưng cầu dân ý của toàn bộ công chúng dựa trên những thử nghiệm nhất định mà ông quy định đối với Bộ trưởng Bộ Tài chính. Trong lúc đánh giác các thử nghiệm, Brown đã đưa ra ngay kết luận vào thời điểm thời hạn đưa ra quyết định của Vương quốc Anh sắp kết thúc rằng nước Anh sẽ không từ bỏ đồng tiền mà mình đã sử dụng trong hàng thế kỷ qua để thay thế bằng đồng Euro. Ông khẳng định rằng nếu Liên minh châu Âu không chấp thuận điều kiện từ phía Anh đưa ra sẽ loại bỏ tư cách thành viên và khẳng định rằng quyết định không gia nhập là đúng đắn đối với Vương quốc Anh và đối với châu Âu. Đặc biệt, ông cho rằng sự biến động lớn của giá nhà ở đang diễn ra vào thời điểm đó là một rào cản đối với việc gia nhập tổ chức này ngay lập tức. Cuộc thăm dò ý kiến công khai đã cho thấy phần lớn người 
dân Anh đều phản đối việc sử dụng một đồng tiền chung trong một khoảng thời gian đáng kể và sự phản đối này còn trở nên gay gắt hơn trong vài năm sau đó. Năm 2005, hơn một nửa (55%) người dân Vương quốc Anh phản đối việc đổi sang sử dụng loại tiền tệ mới trong khi có 30% là ủng hộ. Việc có thể gia nhập Liên minh châu Âu hay không đã không còn là vấn đề bởi cuộc trưng cầu dân ý đã đi đến quyết định Vương quốc Anh sẽ rút khỏi tổ chức này vào năm 2016 và thực tế sự việc này đã xảy ra vào năm 2020.

### Tỷ giá hối đoái
Mỗi năm thì các cặp tỷ giá hối đoái USD (Đô la Mỹ) và EUR (Euro) trên GBP và ngược lại: GBP trên USD và EUR luôn là các cặp tỷ giá nhận được nhiều sự quan tâm nhất trên thế giới (theo Đơn vị Tiền tệ châu Âu trước năm 1999). Hệ số biến thiên luôn cho biết tín hiệu của việc các cặp tỷ giá này che đậy sự chênh lệch lớn giữa giá mua và giá bán trong năm và mức độ đồng bảng Anh ấn định giá theo đồng Euro hoặc hoặc đồng Đô la. Đọc thêm về sự kiện ngày thứ tư đen tối diễn ra vào cuối năm 1992 để so sánh tỷ giá của năm 1992 và 1993.
| Năm  | £/USD   | USD/£  | C.var |  | £/XEU   | XEU/£  | C.var |
| ---- | ------- | ------ | ----- |  | ------- | ------ | ----- |
| 1990 | £0.5633 | $1.775 |       |  | £0.7161 | ₠1.397 |       |
| 1991 | £0.5675 | $1.762 |       |  | £0.7022 | ₠1.424 |       |
| 1992 | £0.5699 | $1.755 |       |  | £0.7365 | ₠1.358 |       |
| 1993 | £0.6663 | $1.501 |       |  | £0.7795 | ₠1.283 |       |
| 1994 | £0.6536 | $1.53  |       |  | £0.7742 | ₠1.292 |       |
| 1995 | £0.6338 | $1.578 |       |  | £0.82   | ₠1.22  |       |
| 1996 | £0.6411 | $1.56  |       |  | £0.8029 | ₠1.245 |       |
| 1997 | £0.6106 | $1.638 |       |  | £0.6909 | ₠1.447 |       |
| 1998 | £0.6037 | $1.656 |       |  | £0.6779 | ₠1.475 |       |
| 1999 | £0.6185 | $1.617 |       |  | £0.6595 | €1.516 |       |
| 2000 | £0.6609 | $1.513 |       |  | £0.6099 | €1.64  |       |
| 2001 | £0.6943 | $1.44  |       |  | £0.6223 | €1.607 |       |
| 2002 | £0.6664 | $1.501 |       |  | £0.6289 | €1.59  |       |
| 2003 | £0.6123 | $1.633 |       |  | £0.6924 | €1.444 |       |
| 2004 | £0.5461 | $1.832 | 2.26% |  | £0.6787 | €1.474 | 1.92% |

| Năm  | £/USD   | USD/£  | C.var |  | £/EUR   | EUR/£   | C.var  |
| ---- | ------- | ------ | ----- |  | ------- | ------- | ------ |
| 2005 | £0.55   | $1.82  | 3.47% |  | £0.6842 | €1.462  | 1.27%  |
| 2006 | £0.5435 | $1.842 | 3.79% |  | £0.6821 | €1.466  | 1.11%  |
| 2007 | £0.4999 | $2.001 | 1.97% |  | £0.6848 | €1.461  | 2.4%   |
| 2008 | £0.5499 | $1.835 |       |  | £0.7964 | €1.226  |        |
| 2009 | £0.641  | $1.566 |       |  | £0.8914 | €1.123  |        |
| 2010 | £0.6474 | $1.546 | 1.27% |  | £0.8586 | €1.166  | 3.83%  |
| 2011 | £0.6231 | $1.605 | 3.81% |  | £0.8684 | €1.151  | 1.286% |
| 2012 | £0.6310 | $1.585 | 2.74% |  | £0.8112 | €1.233  | 0.712% |
| 2013 | £0.6650 | $1.503 | 5.17% |  | £0.8496 | €1.177  | 4.54%  |
| 2014 | £0.6320 | $1.582 | 5.25% |  | £0.8060 | €1.240  | 5.35%  |
| 2015 | £0.6810 | $1.468 | 7.20% |  | £0.7262 | €1.377  | 11.04% |
| 2016 | £0.770  | $1.299 |       |  | £0.8193 | €1.2242 |        |
| 2017 | £0.808  | $1.238 |       |  | £0.8766 | €1.1414 |        |
| 2018 | £0.750  | $1.333 |       |  | £0.885  | €1.1301 |        |
| 2019 | £0.748  | $1.337 |       |  | £0.8773 | €1.1405 |        |

Để hướng tới sự nhất quán và tiện cho việc so sánh thì hệ số biến thiên được đo lường theo tỷ lệ "một bảng" mặc dù thông thường thì người ta sẽ sử dụng cách thức trình bày tỷ giá của forex như là Đô la trên một bảng và Bảng trên một Euro.

## Kinh tế theo vùng
Sức mạnh về kinh tế thay đổi theo từng nước thành viên và theo từng vùng. Nếu như không tính vùng Biển phía bắc (được phân loại như là vùng đặc quyền kinh tế theo những thống kê chính thức) nơi có nhiều dầu khí thì quốc gia lập hiến Anh có tổng giá trị gia tăng (GVA) cao nhất còn xứ Wales là thấp nhất trong số các quốc gia lập hiến thuộc Vương quốc Anh.
| Hạng | Quốc gia    | GVA trên đầu người (2018) |
| ---- | ----------- | ------------------------- |
| 1    | Anh         | £32.857 ($43809)          |
| 2    | Scotland    | £29.660 ($39547)          |
| 3    | Bắc Ireland | £25.981 ($34641)          |
| 4    | Wales       | £23.866 ($31821)          |

Chính trong nước Anh thì Luân Đôn có GVA bình quân đầu người cao nhất. Bảng dưới đây cho biết GVA trên đầu người của chín vùng thuộc nước Anh.
| Hạng | Vùng                | GVA trên đầu người (2018) |
| ---- | ------------------- | ------------------------- |
| 1    | Luân Đôn            | £54.686 ($72915)          |
| 2    | South East England  | £34.083 ($45444)          |
| 3    | East of England     | £30.069 ($40092)          |
| 4    | North West England  | £28.449 ($37932)          |
| 5    | South West England  | £28.231 ($37641)          |
| 6    | West Midlands       | £27.087 ($36116)          |
| 7    | East Midlands       | £25.946 ($34595)          |
| 8    | Yorkshire và Humber | £25.859 ($34479)          |
| 9    | North East England  | £23.569 ($31425)          |

## Thương mại

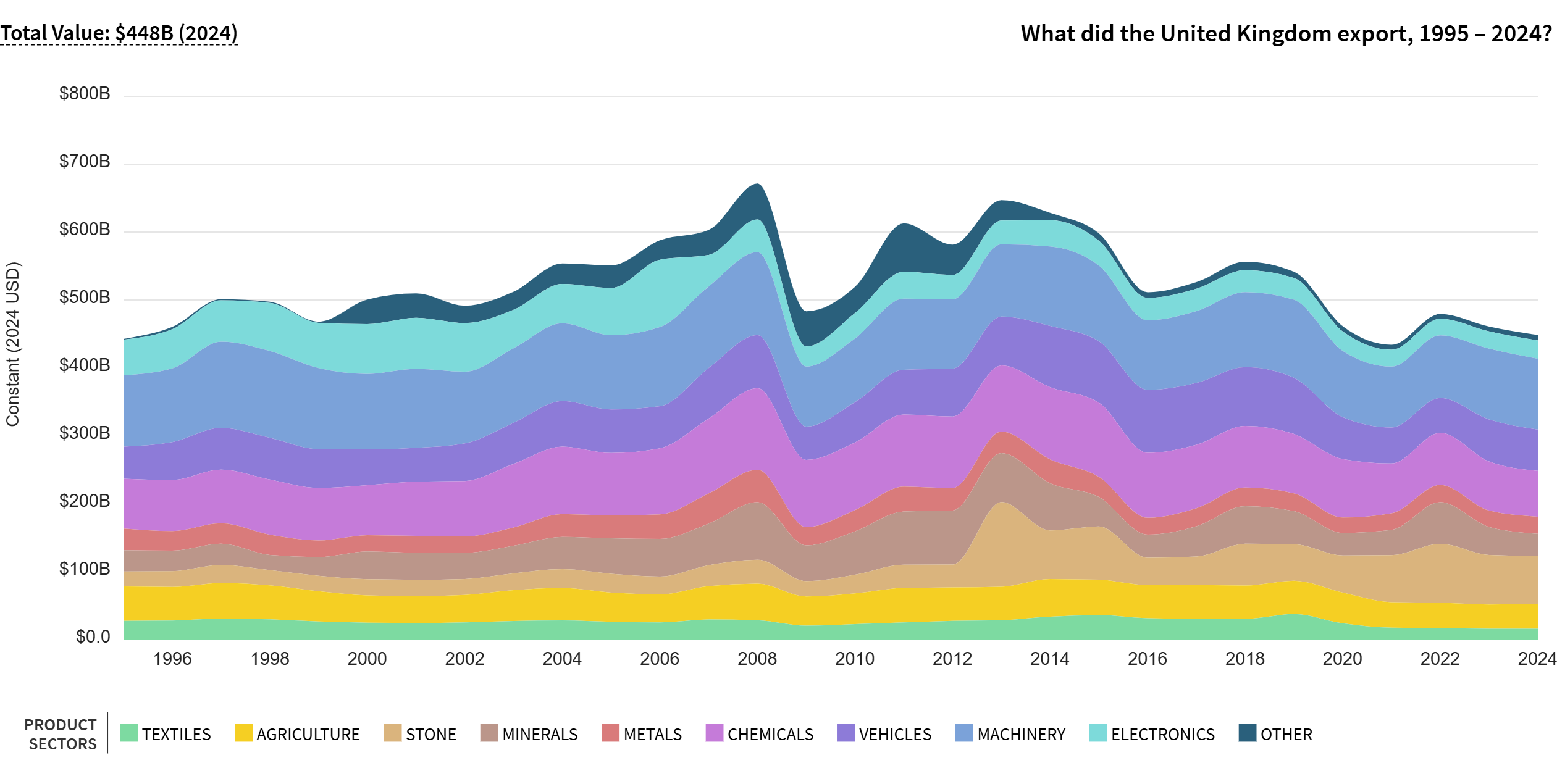
Giá trị xuất khẩu của Vương quốc Anh theo giá cố định giai đoạn 1995–2016

Thâm hụt thương mại (về hàng hóa và dịch vụ) đã giảm đi 0,2 tỷ bảng thành 7,9 tỷ bảng trong vòng ba tháng đến tháng 11 năm 2018 do giá trị xuất khẩu hàng hóa và dịch vụ đều thặng dư 0,1 tỷ bảng so với giá trị nhập khẩu tương ứng.
Ngoại trừ những mặt hàng có sự thay đổi về giá trị xuất nhập khẩu mang tính thất thường (phần lớn trong số đó là máy bay) thì tổng thâm hụt của những mặt hàng còn lại đều tăng thêm 1,2 tỷ bảng thành 9,5 tỷ bảng trong vòng ba tháng đến tháng 11 năm 2018.
Giá dầu và giá máy bay tăng mạnh chính là yếu tố giúp thu hẹp sự thâm hụt lại; nếu bỏ qua ảnh hưởng của lạm phát thì tổng giá trị thâm hụt đả giảm 0,3 tỷ bảng thành 6,5 tỷ bảng in trong vòng ba tháng đến tháng 11 năm 2018.
Thâm hụt thương mại hàng hóa đối với các quốc gia thuộc EU đã tăng thêm 0,8 tỷ bảng and giảm đi 0,9 tỷ bảng đối với các quốc gia không thuộc EU trong vòng ba tháng đến tháng 11 năm 2018, nguyên do chính đến từ việc Vương quốc Anh đã tăng cường nhập khẩu hàng hóa từ các quốc gia thuộc EU và đẩy mạnh xuất khẩu đến các quốc gia không thuộc EU.
Tổng thâm hụt thương mại tăng thêm 4,1 tỷ bảng trong 12 tháng đến tháng 11 năm 2018 chủ yếu do thặng dư thương mại dịch vụ đã giảm đi 4,4 tỷ bảng.
Sau khi Vương quốc Anh rút khỏi Liên minh châu Âu, việc đàm phán một thỏa thuận thương mại giữa Vương quốc Anh và Liên minh châu Âu bao gồm 27 quốc gia thành viên dẫn đến một chính sách hai bên giống với chính sách về xuất nhập khẩu của Vương quốc Anh đối với các nước thứ ba về số liệu thống kê:
- Theo dữ liệu của OEC World năm 2017, EU-27-2020 (EU năm 2020 có 27 nước thành viên sau khi Anh rời EU) tiếp tục là đối tác thương mại quan trọng của Vương quốc Anh với kim ngạch xuất khẩu từ Vương quốc Anh đến các quốc gia thành viên đạt gần 200 tỷ Đô la Mỹ, tiếp đến là Hoa Kỳ (45 tỷ Đô và Trung Quốc là 21 tỷ Đô).[222]
- Theo dữ liệu của OEC World năm 2017, EU-27-2020 (EU năm 2020 có 27 nước thành viên sau khi Anh rời EU) tiếp tục là một đối tác thương mại quan trọng của Vương quốc Anh với kim ngạch nhập khẩu của Vương quốc Anh từ các quốc gia thành viên đạt gần 330 tỷ Đô, tiếp đến là Hoa Kỳ (46 tỷ Đô và Trung Quốc là 58 tỷ Đô).[223]

Các hiệp định thương mại đã ký kết
- Hiệp định Thương mại Tự do Vương quốc Anh - Hoa Kỳ
- Hiệp định Thương mại Tự do Vương quốc Anh - EU
- Hiệp định Thương mại Tự do Vương quốc Anh - Nhật Bản

 Các hiệp định thương mại khác 
- Các Hiệp định Tự do Thương mại với các quốc gia khác

## Đầu tư
Năm 2013 Vương quốc Anh dẫn đầu châu Âu về thu hút vốn đầu tư trục tiếp từ nước ngoài (FDI) với 26,51 tỷ Đô la Mỹ, chiếm 19,31% thị phần toàn châu Âu. Ngược lại Vương quốc Anh đứng thứ hai châu Âu về việc đưa vốn đầu tư ra nước ngoài (outward FDI) với tổng số vốn là 42,59 tỷ Đô la Mỹ, chiếm 17,24% tổng outward FDI châu Âu.
Tháng 10 năm 2017, ONS đã điều chỉnh cán cân thanh toán của Vương quốc Anh khi sửa đổi vị thế đầu tư quốc tế ròng từ thặng dư 469 tỷ bảng xuống mức thâm hụt 22 tỷ bảng. Các phân tích chuyên sâu về vốn đầu tư ra nước ngoài của Vương quốc Anh đã lầm sáng tỏ những khoản trước đây được cho là chứng khoán nợ quốc tế sở hữu bởi các công ty Anh quốc thực ra là những khoản nợ của những người dân trong nước. Các khoản vốn đầu tư từ nước ngoài vào Vương quốc Anh cũng bị điều chỉnh giảm từ mức thặng dư 120 tỷ bảng trong nửa đần năm 2016 xuống còn thâm hụt 25 tỷ bảng trong cùng giai đoạn năm 2017. Vương quốc Anh đã sử dụng các khoản thặng dư đầu tư hướng nội để bù đắp cho sự thâm hụt dài hạn tài khoản vãng lai.

## Sáp nhập và mua lại
Kể từ năm 1985 đã có tổng cộng là 103,430 vụ mua bán các công ty có sự tham gia của Vương quốc Anh được công bố. Trong đó có ba làn sóng sáp nhập và mua bán (M&A) quan trọng diễn ra trong các năm 2000, 2007 và 2017. Mặc dù vậy năm 1999 mới là năm có tổng giá trị các vụ M&A cao nhất (490 tỷ bảng Anh, nhiều hơn 50% so với thời điểm đạt đỉnh của năm 2017). Ngành tài chính và năng lượng đóng góp vào các thương vụ M&A nhiều nhất trong giai đoạn từ năm 2000 đến năm 2018 (mỗi ngành chiếm khoảng 15%).
Dưới đây là danh sách 10 thương vụ M&A lớn nhất có sự góp mặt của các công ty thuộc Vương quốc Anh. Thương vụ của Vodafone với Mannesmann cho đến thời điểm hiện tại vẫn là thương vụ M&A lớn nhất toàn cầu.
| Hạng | Ngày       | Bên mua                      | Quốc gia của bên mua | Bên bán                      | Quốc gia của bên bán | Tổng giá trị (tỷ bảng) |
| ---- | ---------- | ---------------------------- | -------------------- | ---------------------------- | -------------------- | ---------------------- |
| 1    | 14.11.1999 | Vodafone AirTouch PLC        | Vương quốc Anh       | Mannesmann AG                | Đức                  | 126,95                 |
| 2    | 16.9.2015  | Anheuser-Busch Inbev SA/NV   | Bỉ                   | SABMiller PLC                | Vương quốc Anh       | 77,24                  |
| 3    | 4.8.2015   | Royal Dutch Shell PLC        | Hà Lan               | BG Group PLC                 | Vương quốc Anh       | 46,70                  |
| 4    | 17.1.2000  | Glaxo Wellcome PLC           | Vương quốc Anh       | SmithKline Beecham PLC       | Vương quốc Anh       | 46,48                  |
| 5    | 28.10.2004 | Royal Dutch Petroleum Co     | Hà Lan               | Shell Transport & Trading Co | Vương quốc Anh       | 40,75                  |
| 6    | 21.10.2016 | British American Tobacco PLC | Vương quốc Anh       | Reynolds American Inc        | Hoa Kỳ               | 40,10                  |
| 7    | 15.1.1999  | Vodafone Group PLC           | Vương quốc Anh       | AirTouch Communications Inc  | Hoa Kỳ               | 36,35                  |
| 8    | 30.5.2000  | France Telecom SA            | Pháp                 | Orange PLC                   | Vương quốc Anh       | 31,14                  |
| 9    | 8.11.1998  | British Petroleum Co PLC     | Vương quốc Anh       | Amoco Corp                   | Hoa Kỳ               | 29,51                  |
| 10   | 31.10.2016 | GE Oil & Gas                 | Vương quốc Anh       | Baker Hughes Inc             | Hoa Kỳ               | 26,63                  |
| 11   | 26.2.2009  | HM Treasury                  | Vương quốc Anh       | Royal Bank of Scotland Group | Vương quốc Anh       | 25,50                  |

- Trong phần đa các thương vụ kể trên thì cả công ty thuộc bên mua và bên bán đều có cổ phần trên khắp thế giới chứ không chỉ tại quốc gia mà công ty đó có trụ sở chính.

## Tư cách thành viên Liên minh châu Âu
Tỷ trọng xuất khẩu của Vương quốc Anh sang EU đã giảm từ 54% xuống 47% trong suốt thập kỷ trước. Tuy nhiên tổng giá trị xuất khẩu lại tăng từ 130 tỷ bảng (160 tỷ Euro) lên thành 240 tỷ bảng (275 tỷ Euro).
Tháng 6 năm 2016 Vương quốc Anh đã rời khỏi EU sau một cuộc chưng cầu dân ý về tư cách thành viên. Sau khi Điều khoản 50 của hiệp ước Lisbon chính thức có hiệu lực, Vương quốc Anh đã dự định sẽ rời EU vào thứ 6 ngày 29 tháng 3 năm 2019. Mặc dù vậy thì thời gia rút lui đã bị kéo dài cho đến hôm thứ 6 ngày 12 tháng 4 năm 2019 và sau đó tiếp tục bị trì hoãn đến Thứ 5 ngày 31 tháng 10 năm 2019, cuối cùng ngày rút lui chính thức được ấn định vào thứ 6 ngày 31 tháng 1 năm 2020. Mối quan hệ giữa Vương quốc Anh và EU hậu Brexit được đàm phán kéo dài cho đến tận tháng 10 năm 2019 mới đi đến được quyết định cuối cùng. Trong khoảng thời gian này thì tốc độ tăng trưởng kinh tế của Vương quốc Anh đã bị chậm lại vào năm 2019 khi mà những mối lo ngại về Brexit và tình hình phát triển kinh tế chung của thế giới không mấy khả quan chính là nguyên nhân cho sự việc này.
Vương quốc Anh chính thức rời khỏi EU vào tháng 1 năm 2020. Vào ngày 16 tháng 7 năm 2020, chính phủ của Vương quốc Anh đã khẳng định rằng hoạt động kinh doanh trên khắp lãnh thổ Anh quốc hậu Brexit vẫn sẽ được hưởng những lợi ích từ các hoạt động trao đổi buôn bán trong nước đồng thời việc làm sẽ được đảm bảo trong thời kỳ bất ổn này. Từ ngày 1 tháng 1 năm 2021, lần đầu tiên các quyền lực được thực thi trước đây đối với tối thiểu 70 lĩnh vực trong thời kỳ tiền Brexit được chuyển giao trực tiếp cho các cơ quan hành chính được phân quyền tại Edinburgh, Cardiff và Belfast.

## Sự nghèo đói
Vương quốc Anh là nước nằm trong nhóm các quốc gia phát triển với các hệ thống phúc lợi xã hội tiên tiến, do đó mà những người nghèo thường phải bỏ ra khoản chi tiêu tối thiểu để duy trì cuộc sống cao hơn tương đối so với các quốc gia đang phát triển. Theo OECD, Vương quốc Anh xếp ở vị trí nửa dưới của bảng xếp hạng tỷ lệ nghèo đói tại các quốc gia phát triển, xếp trên Ý và Hoa Kỳ nhưng lại xếp sau Pháp, Áo, Hungary, Slovakia và các nước Bắc Âu. Những con số thống kê củaEurostat chỉ ra rằng số người dân Anh có nguy cơ bị rơi vào cảnh nghèo đói đả giảm từ 17,1% năm 2010 và 19% năm 2005 xuống còn 15,9% trong năm 2014 (sau khi tiến trình chuyển giao xã hội được tính đến).
Sự nghèo đói ở Vương quốc Anh hoàn toàn đối lập với những tuyên bố của một chính phủ về một nhà nước phúc lợi. Đã có những sự phản đối của công chúng đối với những thay đổi gần đây của chính sách phúc lợi xã hội về số tiền trợ cấp của chính phủ cho những người có thu nhập thấp (Universal Credit). Mục đích hướng tới của chính phủ khi áp dụng những thay đổi này là đơn giản hóa hệ thống nhà nước phúc lợi khiến người dân cùng với những người tàn tật ra sức chống lại các thành viên phê chuẩn Universal Credit.
Người nghèo ở Vương quốc Anh có mức thu nhập khoảng 60% mức thu nhập trung bình trên toàn quốc. Giai đoạn 2007–2008, con số này được tính toán cụ thể là 115 bảng một tuần đối với người trưởng thành vẫn còn đang độc thân và không có trẻ em phụ thuộc; 199 bảng một tuần đối với các cặp đôi chưa có con hay người phụ thuộc; 195 bảng một tuần cho người trưởng thành độc thân nhưng có hai con nhỏ phụ thuộc dưới 14 tuổi và 279 bảng một tuần cho các cặp đôi có hai con nhỏ phụ thuộc dưới 14 tuổi. Cũng trong giai đoạn này có khoảng 13,5 triệu người tức chiếm 22% dân số sống dưới mức kể trên. Trong số các quốc gia thành viên EU chỉ có 4 nước có tỷ lệ nghèo đói cao hơn Vương quốc Anh. Trong cùng năm có khoảng 4 triệu trẻ em tức chiếm 31% số trẻ em trên toàn Vương quốc Anh sống trong các hộ gia đình dước ngưỡng nghèo sau khi đã tính đến chi phí thuê nhà. Con số này được cho là ít hơn 400,000 trẻ em so với giai đoạn 1998–1999.

## Dữ liệu
Bảng dưới đây cho biết các chỉ số kinh tế chính giai đoạn 1980–2018. Tỷ lệ lạm phát được sử dụng theo chỉ số giá tiêu dùng tại Vương quốc Anh. Xem lãi suất trong những năm trước đây tại government spending and economic management.
| Năm  | GDP (tỷ Đô$, PPP) | GDP bình quân (Đô$, PPP) | Tốc độ tăng trưởng GDP (thực tế) | Tỷ lệ lạm phát (theo %)      | Tỷ lệ thất nghiệp (theo %) | Nợ chính phủ (theo % GDP) |
| ---- | ----------------- | ------------------------ | -------------------------------- | ---------------------------- | -------------------------- | ------------------------- |
| 1980 | 500.1             | 8,879                    | −2.0 %                           | 16.8 %                       | 7.1 %                      | 42.5 %                    |
| 1981 | 542.6             | 9,628                    | −0.8 %                           | 12.2 %                       | 9.7 %                      | 44.8 %                    |
| 1982 | 587.9             | 10,444                   | 2.0 %                            | 8.5 %                        | 10.7 %                     | 43.1 %                    |
| 1983 | 636.9             | 11,309                   | 4.2 %                            | 5.2 %                        | 11.5 %                     | 41.8 %                    |
| 1984 | 674.5             | 11,958                   | 2.3 %                            | 4.4 %                        | 11.8 %                     | 42.3 %                    |
| 1985 | 725.3             | 12,825                   | 4.2 %                            | 5.2 %                        | 11.4 %                     | 41.2 %                    |
| 1986 | 763.0             | 13,461                   | 3.1 %                            | 3.6 %                        | 11.3 %                     | 41.2 %                    |
| 1987 | 824.0             | 14,506                   | 5.3 %                            | 4.1 %                        | 10.4 %                     | 39.3 %                    |
| 1988 | 901.9             | 15,846                   | 5.7 %                            | 4.6 %                        | 8.6 %                      | 37.0 %                    |
| 1989 | 961.0             | 16,838                   | 2.6 %                            | 5.2 %                        | 7.2 %                      | 32.5 %                    |
| 1990 | 1,003.8           | 17,539                   | 0.7 %                            | 7.0 %                        | 7.1 %                      | 28.6 %                    |
| 1991 | 1,026.0           | 17,863                   | −1.1 %                           | 7.5 %                        | 8.9 %                      | 28.5 %                    |
| 1992 | 1,053.3           | 18,292                   | 0.4 %                            | 4.3 %                        | 10.0 %                     | 33.3 %                    |
| 1993 | 1,105.7           | 19,158                   | 2.5 %                            | 2.5 %                        | 10.4 %                     | 38.1 %                    |
| 1994 | 1,173.0           | 20,272                   | 3.9 %                            | 1.9 %                        | 9.5 %                      | 41.0 %                    |
| 1995 | 1,227.0           | 21,147                   | 2.5 %                            | 2.7 %                        | 8.6 %                      | 43.9 %                    |
| 1996 | 1,281.1           | 22,026                   | 2.5 %                            | 2.5 %                        | 8.1 %                      | 44.1 %                    |
| 1997 | 1,355.7           | 23,249                   | 4.0 %                            | 1.8 %                        | 7.0 %                      | 43.4 %                    |
| 1998 | 1,413.4           | 24,171                   | 3.1 %                            | 1.6 %                        | 6.3 %                      | 41.3 %                    |
| 1999 | 1,481.2           | 25,241                   | 3.2 %                            | 1.3 %                        | 6.0 %                      | 39.9 %                    |
| 2000 | 1,570.4           | 26,669                   | 3.7 %                            | 0.8 %                        | 5.5 %                      | 37.0 %                    |
| 2001 | 1,647.1           | 27,863                   | 2.5 %                            | 1.2 %                        | 5.1 %                      | 34.4 %                    |
| 2002 | 1,713.5           | 28,863                   | 2.5 %                            | 1.3 %                        | 5.2 %                      | 34.5 %                    |
| 2003 | 1,805.8           | 30,279                   | 3.3 %                            | 1.4 %                        | 5.0 %                      | 35.7 %                    |
| 2004 | 1,899.3           | 31,681                   | 2.4 %                            | 1.3 %                        | 4.8 %                      | 38.7 %                    |
| 2005 | 2,021.1           | 33,455                   | 3.1 %                            | 2.1 %                        | 4.8 %                      | 39.9 %                    |
| 2006 | 2,134.4           | 35,089                   | 2.5 %                            | 2.3 %                        | 5.4 %                      | 40.8 %                    |
| 2007 | 2,242.8           | 36,576                   | 2.5 %                            | 2.3 %                        | 5.4 %                      | 41.9 %                    |
| 2008 | 2,276.0           | 36,814                   | −0.3 %                           | 3.6 %                        | 5.7 %                      | 49.9 %                    |
| 2009 | 2,197.2           | 35,291                   | −4.2 %                           | 2.2 %                        | 7.6 %                      | 64.1 %                    |
| 2010 | 2,261.8           | 36,038                   | 1.7 %                            | 3.3 %                        | 7.9 %                      | 75.6 %                    |
| 2011 | 2,342.0           | 37,007                   | 1.6 %                            | 4.5 %                        | 8.1 %                      | 81.3 %                    |
| 2012 | 2,420.5           | 37,995                   | 1.4 %                            | 2.8 %                        | 8.0 %                      | 84.5 %                    |
| 2013 | 2,510.0           | 39,154                   | 2.0 %                            | 2.6 %                        | 7.6 %                      | 85.6 %                    |
| 2014 | 2,633.1           | 40,762                   | 2.9 %                            | 1.5 %                        | 6.2 %                      | 87.0 %                    |
| 2015 | 2,724.1           | 41,839                   | 2.3 %                            | 0.0 %                        | 5.4 %                      | 87.9 %                    |
| 2016 | 2,820.2           | 42,959                   | 1.8 %                            | 0.7 %                        | 4.9 %                      | 87.9 %                    |
| 2017 | 2,925.7           | 44,301                   | 1.8 %                            | 2.7 %                        | 4.4 %                      | 87.1 %                    |
| 2018 | 3,038.8           | 45,741                   | 1.4 %                            | 2.5 %                        | 4.1 %                      | 86.8 %                    |
| 2019 | 3,133.7           | 47,169                   | 1.4%                             | Bản mẫu:IncreasePositive1.7% | 3.9%                       | 85.4%                     |